# شرکت عمران شهرهای جدید
شرکت مادرتخصصی عمران شهرهای جدید، یکی از شرکت‌های تابعهٔ وزارت راه و شهرسازی است. طبق قانون، مدیرعامل این شرکت به‌دلیل اهمیت و وسعت فعالیت‌ها به‌عهده یکی از معاونان وزیر راه و شهرسازی است که همزمان رئیس هیئت‌مدیره شرکت می‌باشد. از مهم‌ترین فعالیت‌های این شرکت تاکنون ایجاد ۲۳ شهر جدید (مانند شهر جدید پردیس، شهر جدید پرند و …) و طرح مسکن مهر و طرحهای نهضت ملی مسکن (و اقدام ملی مسکن) است.

## تاریخچه
طرح احداث شهرهای جدید در اسفند ۱۳۶۴ در دوران ریاست‌جمهوری آیت‌الله سید علی خامنه‌ای و در دولت میرحسین موسوی به تصویب هیئت وزیران رسید و به‌منظور سیاست‌گذاری، مدیریت و راهبری جهت تحقق اهداف، شرکت مادرتخصصی عمران شهرهای جدید در خرداد سال ۱۳۶۸ تشکیل گردید. سپس شرکت‌های وابسته برای پیگیری طراحی، احداث و مدیریت هر شهر جدید تأسیس شد.
در دولت نهم در زمان ریاست‌جمهوری محمود احمدی‌نژاد و وزارت محمد سعیدی‌کیا، با مطرح شدن مسکن مهر، بیشترین فعالیت این شرکت به این حوزه معطوف شد تا جایی که بسیاری از مطالعات و طرح‌های قبلی به‌منظور ایجاد مسکن مهر و شعار مسکن ارزان برای مستضعفین، کنار گذاشته شد و انبوه‌سازی که خود ارزش اصلی گردیده بود، کیفیت و هزینه را در حاشیه قرار داد. طبق اظهارات محمد سعیدی‌کیا به‌موجب این طرح می‌بایست یک میلیون و پانصد هزار واحد مسکونی برای قشر کم‌درآمد و ضعیف جامعه احداث شده و به مردم واگذار شود.
در دولت یازدهم و در دورهٔ ریاست‌جمهوری حسن روحانی و وزارت عباس آخوندی، وزیر مخالفت‌های بسیاری با طرح مسکن مهر کرد، ولی با تمام مخالفت‌ها بیان کرد به تعهدات پیشین در مسکن مهر پایبند است.

## دلایل ایجاد شهرهای جدید
افزایش جمعیت و سیر مهاجرت‌های داخلی به سوی قطب‌های اقتصادی کشور خصوصاً پایتخت نه تنها بر ساختار اقتصادی، اجتماعی و فرهنگی آن‌ها تأثیرگذار بوده‌است بلکه ساختار کالبدی شهرهای کشور را نیز دگرگون ساخته‌است.
گسترش ابعاد فیزیکی شهرها، توسعه شهر و اسکان غیررسمی قشرها تازه شهرنشین در حومه‌های شهرهای بزرگ کشور و ازدیاد قیمت زمین و مسکن در محدوده شهرها، عملاً تهیه مسکن برای طبقات کم‌درآمد یا با درآمد متوسط را بسیار مشکل و حتی غیرممکن ساخته‌است.
تحولات جمعیتی و اقتصادی کشور خصوصاً از چهار دههٔ گذشته تا کنون از سویی متأثر از رشد روند سرمایه‌داری و به موازات آن کاهش فعالیت‌های کشاورزی در روستاها قبل از انقلاب، جنگ تحمیلی و رشد بی‌سابقهٔ جمعیت در این دوره است.
در سال ۱۳۶۵ تهران و مشهد دارای بیش از یک میلیون نفر جمعیت بوده‌اند. در سال ۱۳۷۰ چهار شهر تهران، مشهد، اصفهان و تبریز هم به کلانشهرهای میلیونی کشور پیوسته‌اند و به احتمال قوی در سال‌های آتی اهواز و قم نیز به کلانشهرهای کشور اضافه خواهند شد.
احداث شهرهای جدید بعد از انقلاب، تفاوت عمده‌ای با شهرهایی دارد که قبل از انقلاب به‌منظور احداث صنایع و اسکان کارکنان آنان ساخته شده‌اند. مانند پولادشهر، مس سرچشمه، شهرک صنعتی البرز و نظایر آنها، شهرهای جدید نسل بعد از انقلاب مانند شهرهای جدید حومه کلانشهرهای دیگر کشورها به‌منظور ساماندهی و توسعه برنامه‌ریزی شده شهرهای بزرگ برای اولین بار در ایران بنیان گذاشته شد. برخی اهداف از ایجاد شهرهای جدید به‌صورت خلاصه بیان می‌شود:
1. جلوگیری از توسعه بی‌رویه مادرشهر
2. جذب سرریز جمعیت با ایجاد کانون‌های اشتغال در شهر جدید
3. جلوگیری از بالا رفتن قیمت زمین در مادرشهر
4. جلوگیری از ایجاد حاشیه‌نشینی در شهرهای بزرگ
5. سبک شدن بار ترافیک در داخل مادرشهر
6. تنزل بهای تمام شدهٔ واحدهای مسکونی به‌علت پایین بودن بهای زمین با توجه به نسبت هزینه ساخت و قیمت زمین در شهرهای بزرگ و در نتیجه امکان ارائه مسکن به مردم
7. انتقال کارگاه‌ها از مادرشهر به شهر جدید
8. و …[۷]

## لیست شهرهای جدید

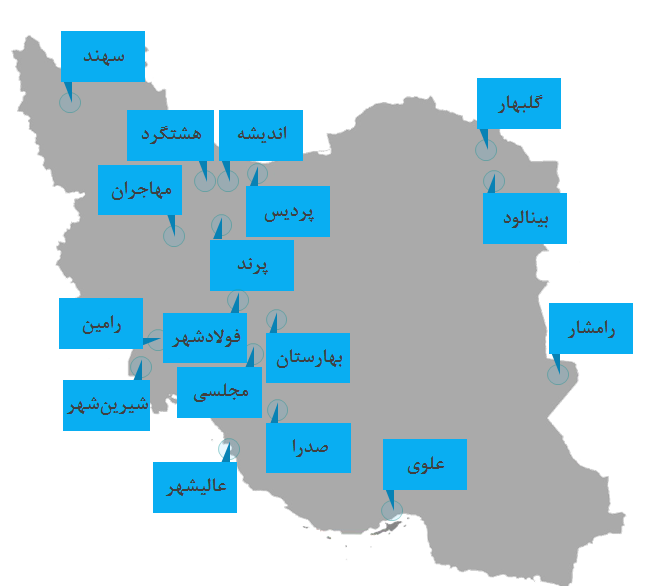
موقعیت نسل نخست شهرهای جدید

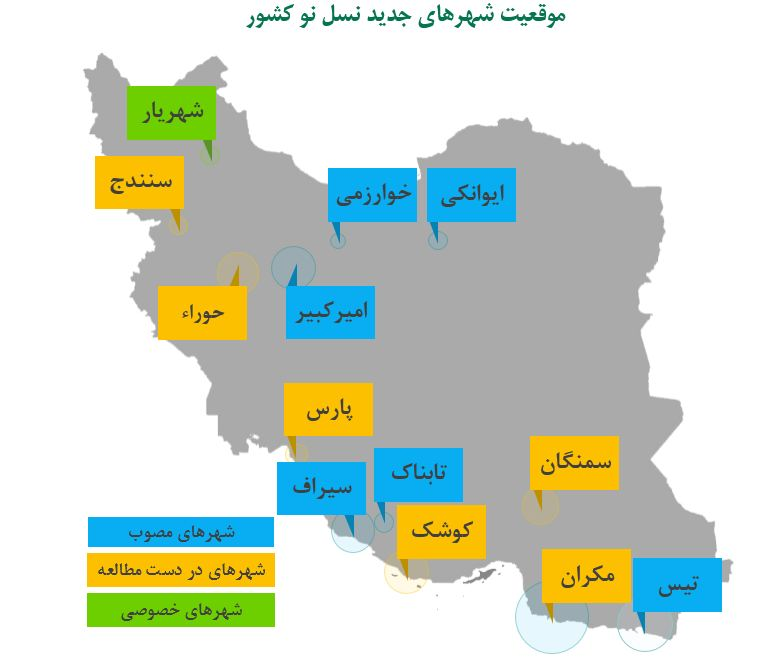
موقعیت نسل نوین شهرهای جدید

شهرهای جدید نسل نخست
- اندیشه
- بهارستان
- بینالود
- پردیس
- پرند
- رامشار
- رامین
- سهند
- شیرین‌شهر
- صدرا
- علوی
- عالی‌شهر
- فولادشهر
- گلبهار
- گلمان
- مجلسی
- مهاجران
- هشتگرد

شهرهای جدید نسل نوین
- امیرکبیر
- ایوانکی
- پارس
- تابناک
- تیس
- حورا
- خوارزمی
- زاگرس
- سیراف
- شهریار
- کوشک
- لتیان
- مکران

## برنامه اقدام ملی مسکن
دشواری دسترسی به مسکن برای آحاد جامعه به‌ویژه گروه‌های کم و متوسط درآمد با توجه به شاخص‌های اقتصادی بازار مسکن طی دهه‌های اخیر، افزایش پدیده بدمسکنی طی دهه‌های گذشته و روند رو به افزایش نیاز به مسکن با توجه به هرم سنی جمعیتی کشور از سوی جوانان در سن ازدواج (که بخش زیادی از جمعیت را تشکیل می‌دهند)، ضرورت اقدام ملی برای تولید و عرضه مسکن در کشور را نمایان ساخته‌است. از این‌رو، نظر به اهمیت شهرهای جدید در جذب سرریز جمعیت کلانشهرها و جلوگیری از گسترش حاشیه‌نشینی، احداث ۲۰۰ هزار واحد مسکونی از ۴۰۰ هزار واحد مسکونی ملاک عمل برنامه، بر عهده شهرهای جدید قرار گرفته‌است. در این زمینه رویکردهای اصلی شهرهای جدید برای این اقدام ملی به شرح زیر است:
- دستیابی به تعادل فراگیر شهرهای جدید از طریق تعدیل تراکم‌های ساختمانی، تنوع‌بخشی کارکردی و اقتصادی، پاسخگویی به نیازهای طیف گسترده‌تر شهروندان و دستیابی به تنوع اجتماعی.
- ارتقای کیفیت فضایی از طریق توجه به طراحی محیط، توده‌گذاری بلوک‌ها و معماری خلاقانه و مبتنی بر اصول بومی و علوم پیشرو.
- تحقق عدالت فضایی از طریق اولویت‌دهی به تأمین زمین‌های لازم برای خدمات و فضاهای عمومی مورد نیاز سکونت به‌ویژه در سطح محله و ناحیه.
بر اساس رویکردهای پیش‌گفته، مهم‌ترین الزامات این برنامه در شهرهای جدید، توجه به ایجاد زیرساخت‌ها و آماده‌سازی زمین قبل از شروع عملیات اجرایی ساخت واحدها، پرهیز از تصدی‌گری و ورود مستقیم بخش دولتی در امر ساخت، استفاده از ظرفیت بخش خصوصی و تأمین مالی پروژه‌های از طریق شراکت با بخش خصوصی، تأکید بر رویکرد محله‌محوری به‌منظور تأمین هم‌زمان خدمات و تسهیلات رفاهی ساکنان با تناسب ساخت واحدهای مسکونی و در نهایت توجه به کیفیت کالبدی مناسب و عدم یکسان‌سازی کالبد واحدهای مسکونی است.
این طرح در سه بخش مشارکت (۵۰ هزار واحد مسکونی در قالب مشارکت در ساخت واحد مسکونی و مشارکت در محله‌سازی) فروش اقساطی (۱۳۰ هزار واحد مسکونی در قالب ثبت نام متقاضیان) و واگذاری زمین به تعاونی‌ها و بخش خصوصی (۲۰ هزار واحد) با تعهد ساخت در ۲۱ شهر جدید موجود در دستور کار قرار دارد.
| ردیف | شهر جدید  | تعهد برنامه |
| ۱    | اندیشه    | ۲۵۲۵        |
| ۲    | پرند      | ۲۵۱۵۰       |
| ۳    | پردیس     | ۱۲۸۷۵       |
| ۴    | هشتگرد    | ۲۱۰۰۰       |
| ۵    | فولادشهر  | ۱۸۰۰۰       |
| ۶    | بهارستان  | ۲۱۰۰۰       |
| ۷    | مجلسی     | ۲۵۰۰        |
| ۸    | گلبهار    | ۱۵۰۰۰       |
| ۹    | بینالود   | ۴۵۰۰        |
| ۱۰   | صدرا      | ۲۱۰۰۰       |
| ۱۱   | سهند      | ۱۶۲۰۰       |
| ۱۲   | عالیشهر   | ۲۲۵۰        |
| ۱۳   | سیراف     | ۴۸۰۰        |
| ۱۴   | مهاجران   | ۶۳۰۰        |
| ۱۵   | امیرکبیر  | ۶۱۰۰        |
| ۱۶   | علوی      | ۳۰۰         |
| ۱۷   | شیرین شهر | ۱۲۰۰        |
| ۱۸   | رامین     | ۱۱۰۰        |
| ۱۹   | رامشار    | ۲۰۰         |
| ۲۰   | تیس       | ۲۵۰۰        |
| ۲۱   | ایوانکی   | ۱۵۵۰۰       |
| جمع  | جمع       | ۲۰۰۰۰۰      |
| ---- | --------- | ----------- |

## برنامه ایجاد مراکز محلات
یکی از مهم‌ترین استراتژی‌های شرکت عمران شهرهای جدید در دولت تدبیر و امید، بازخوانی مستمر اندیشه و تجربه شهرهای جدید با هدف بازتعریف و طراحی توسعه‌شهری نوین است. وضعیت جمعیت‌پذیری و نیز انتظارات عملکردی شکل گرفته از شهرهای جدید به خوبی نشان می‌دهد که طرح گفتمان نوینی در مورد الگوی توسعه آنها ضرورت دارد. با پایشی که از وضعیت کالبدی و اجتماعی شهرهای جدید، به‌ویژه شهرهای احداث شده در منطقهٔ شهری تهران، انجام می‌گیرد مشخص می‌شود که آنها به‌شدت با چالش افتراق فضایی-اجتماعی مواجه هستند که با طرح مسکن مهر بر شدت آن افزوده شده‌است.
توسعه شهری به جای این‌که مبتنی بر الگوی هسته‌ای-محله‌ای باشد در کل محدودهٔ شهر بصورت آشفته‌ای پخش شده‌است. در سایت‌های مسکن مهر خبری از فضاهای عمومی و نیز خدمات روبنایی در حوزه‌های تفریحی، آموزشی، مذهبی، تجاری و … نبود. مردم ساکن در برخی از پروژه‌های مسکن مهر در عمل در میان بلوک‌های پرتراکمی که همچون قارچ در بیابان‌ها روییده‌اند رها شده بودند. شکاف کالبدی و اجتماعی شهرها را به دو بافت اولیه و بافت مسکن‌مهر، که ناموزونی شدیدی میان تمامی سرانه‌های شهری آن وجود دارد، تقسیم کرده بود.
در ادامه ارزیابی از وضعیت موجود اقدام به طراحی سیاستِ توسعه شهری نوینی می‌شود که یکی از بنیادی‌ترین محورهایش ایجاد مراکز محلات به‌منظور تحرک بخشیدن به حیات شهری و شکل‌دادن به فضاهای تعاملات اجتماعی است. این مراکز که محلی برای تجمیع خدمات متنوع در مقیاس محله‌ای است به گونه‌ای طراحی می‌شوند که شهروندان را از لاک منازل مسکونی خارج کرده و به محیط‌های باز و فضاهای عمومی فرا بخوانند تا تجربهٔ شهری شکل گیرد. این مراکز که تلفیقی از فضاهای خدماتی، ورزشی، فراغتی و فرهنگی هستند بستری فضایی برای اجتماع‌سازی و خروج زندگی اجتماعی از حالت توده‌ای و گمنامی به حالت محلی و آشنایی فراهم می‌سازند. این مهم‌ترین شاخصهٔ شهرسازی ایرانی-اسلامی است که شهر را براساس میدان‌گاه، که مسجد مهم‌ترین عنصر آن بود، می‌ساختند و ما به نوعی به دنبال بازآفرینی آن در یک فضای امروزین هستیم.
از منظری محتوایی‌تر مراکز محله ایدهٔ مکان‌سازی (placemaking) را که مبتنی بر احیاء فضاهای عمومی است دنبال می‌کنند. مکان‌سازی هم به‌عنوان یک ایدهٔ کلی و هم به‌عنوان یک رویکرد عملی برای بهبود یک محله، شهر یا منطقه الهام بخش مردم برای بازاندیشی جمعی و بازسازی فضاهای عمومی به‌عنوان قلب هر اجتماع شهری است. این فرایند در کنار بنیان‌های کالبدی که دارد بر دارایی‌ها، الهامات و ظرفیت‌های جامعه محلی سرمایه‌گذاری می‌کند تا فضاهای عمومی با کیفیتی شکل گیرند که به سلامت، خرسندی و خوشبختی مردم کمک کنند. مراکز محلات باید به سمت در خود جا دادن انواع و اقسام رویدادهای شهری حرکت کنند تا فرهنگ مدرن شهری را شکل داده و فرایند جامعه‌پذیری را ارتقاء دهند. این نقش اجتماع‌سازی که قرار است مراکز محلات ایفا کنند می‌طلبد که طراحی آنها فاخر و برآمده از میراث معماری و هنری کشور و نیازهای عملکردی جدید باشد؛ بنابراین، مراکز محلات پروژه‌هایی صرفاً عمرانی نیستند؛ بلکه آنها پروژه‌هایی مشارکتی و اجتماعی‌اند که چهار مشخصهٔ ۱) در دسترس بودن، ۲) امکان فعالیت افراد در آن، ۳) ایجاد آرامش و راحتی و ۴) امکان معاشرت میان افراد، را باید داشته باشند. فرقی نمی‌کند که فضای مستقر در مرکز محله یک میدان باشد، یا یک زمین بازی، یا یک سرای محله یا یک بازارچه.

## توسعه اجتماعی و فرهنگی
توسعه اجتماعی و فرهنگی یکی از دستور کارهای اساسی شرکت عمران شهرهای جدید است که از سال ۱۳۹۵ به‌صورت غیررسمی آغاز می‌شود و سرانجام با جلب موافقت سازمان امور اداری و استخدامی کشور و نیز مجمع عمومی شرکت، چارت سازمانی مورد بازنگری قرار گرفته و در مورخ ۱۴ بهمن ۱۳۹۸، دفتر توسعه اجتماعی و فرهنگی با هدف جبران غفلت تاریخی نسبت به امر اجتماعی در ایجاد شهرهای جدید کشور، به‌صورت رسمی شروع به کار می‌کند.
هر چند که محصول نهایی شهرسازی تولیدِ فضای اجتماعی است و تاریخ شهرسازی جهان و ایران، سرشار از توجه به ابعاد اجتماعی شهرسازی در جهت تحقق پایداری اجتماعی، توازن طبقاتی، اشتغال، فضاهای تعامل اجتماعی و … است اما در گفتمان بنیانگذاران شهرهای جدید در کشور، تأکید اصلی بر ابعاد کالبدی، سازه‌ای و روش‌های تأمین مالیِ نوشهرسازی و دیدن شهر به‌عنوان پروژه‌ای مهندسی، سازه‌ای و سرمایه‌گذارانه است. البته مسلم است در آن زمان به‌دلیل ایده بودن شهر جدید و نیز عدم وجود تجربه‌ای واقعی، تصور می‌شد که ایجاد کالبدِ شهر، بصورت خودکار شکل‌گیری زندگی اجتماعی شهری را به دنبال خواهد داشت و نیازی به برنامه‌ریزی اجتماعی بصورت هدفمند نیست؛ بنابراین، ساختار اداری شرکت عمران شهرهای جدید بدون ایجاد دفتری تخصصی که اجتماع‌سازی را در کنار کالبدسازی، بصورت تخصصی دنبال کند، زاده شد و ادامه یافت. البته نباید این نکته را از نظر دور داشت که مطالعات اجتماعی از همان ابتدا، بخشی از شرح خدمات طرح‌های شهرسازی در شهرهای جدید همچون طرح‌های مکان‌یابی، راهبردی، جامع و تفصیلی، بودند، اما به سه دلیل این بخش از مطالعات جایگاهی محوری نداشتند: ۱) ضعف دانش اجتماعی در مهندسین مشاور و تقلیل مطالعات اجتماعی به مطالعات جمعیت شناختی کلی، ۲) عدم پایش دقیق مطالعات اجتماعی طرح‌ها در شرکت به‌دلیل نبودن دفتر تخصصی و ۳) غفلت مجامع تخصصی جامعه‌شناسی کشور از حوزه شهرسازی و عدم حضور تأثیرگذار آنها در شورای‌عالی شهرسازی و معماری.
می‌توان گفت مسائلی چون عدم تحقق جمعیت پذیری مطابق با برآوردهای اولیه، خوابگاهی شدن، افتراق اجتماعی و فضایی در اثر مسکن مهر، عدم ارتباط ارگانیک با شهرمادر، تأکید اسناد بالادستی توسعه در توجه به ابعاد اجتماعی و فرهنگی شهرسازی، معضل هویت، ضعف مشارکت مدنی شهروندان، معضل گسیختگی کالبدی که منجر به گسیختگی اجتماعی شده‌است و … منجر به طرح ضرورت توجه به ابعاد اجتماعی در گفتمان و طرح‌های شهرسازی در شهرهای جدید با ابتکار و مدیریت مهندس حبیب‌الله طاهرخانی، زمانی که عضو هیئت مدیره شرکت بودند، شد. راهبری جامعه شناختی این تحول گفتمانی توسط دکتر حسین ایمانی جاجرمی و جمعی از دانش‌آموختگان جامعه‌شناسی دانشگاه تهران، صورت گرفت به طوری که با انجام مفهوم‌سازی اجتماعی و رایزنی‌های لازم با دستگاه‌های ذیربط، چارت سازمانی شرکت در جهت ایجاد دفتر توسعه اجتماعی و فرهنگی مورد بازنگری قرار گرفت و دستور کارهای جدیدی طراحی و اجرا شد.
کیفیت بخشی به مطالعات اجتماعیِ نسل نوین شهرهای جدید، طراحی و اجرای مراکز محلات، ایجاد زیرساخت‌های اجتماعی چون سراهای محلات، مکان‌یابی پروژه‌های فاخر در سایت‌های مسکن مهر، تنوع‌بخشی به الگوهای تولید مسکن، اجرای رخدادهای متعدد شهری و … مهم‌ترین دستور کارهای اجتماعی در شهرهای جدید بوده و هستند تا زندگی اجتماعی نضج بیشتری گرفته و با جبران نواقص تاریخی، نوشهرهای کشور بتواند به‌عنوان نسخه‌ای مترقی و کارآمد منجر به بهبود زندگی شهری در کشور شوند؛ زندگی شهری‌ای که در کلان‌شهرها از انواع اقسام مشکلات چون تراکم‌فروشی، ترافیک، آلودگی هوا، تاب‌آوری پایین، هزینه بالای زندگی و … رنج می‌برد.
دفتر توسعه اجتماعی و فرهنگی شرکت عمران شهرهای جدید که از دو گروه «توسعه اجتماعی» و «خدمات فرهنگی»، تشکیل شده‌است مطابق با ظرفیت‌های قانونی که در قانون ایجاد شهرهای جدید وجود دارد، به‌دنبال کیفیت‌بخشی به حیات اجتماعی، اقتصادی و فرهنگی شهرهای جدید کشور از طریق راهبردهایی چون واقعی کردن جایگاه عملکردی شهر جدید در نظام شهری، غلبه بر افتراق‌های فضایی و اجتماعی درون و برون‌شهری، افزایش مشارکت اجتماعی مردم، گسترش تعلق محله‌ای و شهری، ایجاد فضاهای کسب و کار اجتماعی، ایجاد فضاهای تعامل اجتماعی، گسترش مسئولیت اجتماعی شرکت، گسترش فضاهای گردشی و اقتصاد دانش‌بنیان و … است.
این دفتر تلاش می‌کند با برقراری ارتباط ساختاری و نهادی با حوزه‌های اجتماعی وزارت‌خانه‌ها و دستگاه‌های عمومی، مجامع تخصصی و مدنی غیردولتی و نیز مجامع صنفی و حرفه‌ای فصل جدیدی را در توسعه اجتماعی و فرهنگی شهرهای جدید کشور بگشاید.

## توسعه حمل‌ونقل ریلی شهرهای جدید با شهر مادر
در جریان گسترش شهرنشینی و توسعهٔ شهری، بخش حمل ونقل به‌طور همزمان دو نقش مهم و کلیدیِ تأثیرگذاری و تأثیرپذیری را بر روند توسعه به‌عهده داشته‌است. شکل‌گیری فرم شهرهای جدید به‌طور عمده تحت تأثیر طرق حمل ونقل جاده‌ای و ریلی بوده و از سوی دیگر، بافت و قالب شهرها با به‌کارگیری سامانه‌های حمل ونقل شهری و میزان توفیق آن‌ها در انجام وظایف خود، گره خورده‌است. در سالیان اخیر، افزایش و پیچیده ترشدن چالش‌هایی نظیر مصرف زیاد انرژی، افزایش آلودگی هوا و آلودگی‌های صوتی، ضعف در برنامه‌ریزی، اتلاف وقت و کاهش ایمنی در حمل ونقل شهری، سبب گردیده‌است که مفهوم حمل ونقل پایدار، تبدیل به چشم‌انداز بخش حمل‌ونقل در اکثر کشورهای دنیا گردد. از این رو دستیابی به الگوی حمل‌ونقل ایمن، سریع، به‌صرفه و پایدار در ایجاد شهرهای سالم، کارآمد و پررونق بسیار حائز اهمیت است.
با توجه به این مهم، شرکت مادرتخصصی عمران شهرهای جدید با رویکرد تحقق پایداری شهری در شهرهای جدید و به‌منظور ارتقاء سطح کیفیت حمل‌ونقل عمومی آنها، برنامه‌های زیر را به‌منظور توسعه حمل‌ونقل به‌خصوص حمل‌ونقل ریلی بین شهرهای جدید و شهر مادر را در دستور کار خود دارد.
الف) پروژه‌های اجرایی قطار برقی:
| شهر جدید | استان       | طول مسیر [کیلومتر] | تقاضا در دو جهت [سفر در روز] |
| بهارستان | اصفهان      | ۱۵                 | ۲۲۸٬۰۰۰                      |
| پردیس    | تهران       | ۲۰                 | ۲۳۶٬۰۰۰                      |
| فولادشهر | اصفهان      | ۲۵                 | ۱۷۰٬۰۰۰                      |
| گلبهار   | خراسان رضوی | ۴۶                 | ۲۲۹٬۰۰۰                      |
| مجلسی    | اصفهان      | ۵۲                 | ۲۵۲٬۰۰۰                      |
| هشتگرد   | البرز       | ۲۵٫۶               | ۲۵۰٬۰۰۰                      |
| کل       | کل          | ۱۸۳٫۶              | ۱٬۲۴۳٬۰۰۰                    |

در این راستا متروی شهر جدید هشتگرد (پروژه قطار برقی کرج - هشتگرد) به طول ۲۵٫۸۷ کیلومتر که از سال ۱۳۸۷ کلنگ شروع به کار شده بود، روز ۱۰ دی ماه ۱۳۹۸ با حضور حسن روحانی رئیس‌جمهور افتتاح شد.
ب) پروژه‌های مطالعاتی قطار برقی:
| شهر جدید | استان          | طول مسیر اولیه [کیلومتر] | تقاضا در دو جهت [سفر در روز] |
| سهند     | آذربایجان شرقی | ۲۰                       | ۱۷۰٬۰۰۰                      |
| صدرا     | فارس           | ۱۳                       | ۱۶۰٬۰۰۰                      |
| کل       | کل             | ۳۳                       | ۳۳۰۰۰۰                       |

پ) استفاده از ظرفیت خطوط راه‌آهن:
| شهر جدید  | استان       | طول مسیر [کیلومتر] | توضیحات |
| اندیشه    | تهران       | ۲۰                 | مطالعات اولیه توسط شرکت راه‌آهن ج.ا. ا انجام شده و کریدور در شورای ترافیک مصوّب شده‌است. |
| بینالود   | خراسان رضوی | ۶                  | نقشه برش نما (Profile) و مسیر پروژه به تأیید شرکت راه‌آهن ج.ا. ا رسیده‌است. |
| پرند      | تهران       | ۵۰                 | موافقت وزیر راه و شهرسازی در خصوص کمک شرکت عمران شهرهای جدید به شرکت راه‌آهن ج.ا. ا برای طرح ۲ خطه نمودن مسیر راه‌آهن تهران ــ اسلامشهر ـ پرند به مبلغ ۱۳۵۰ میلیارد ریال اخذ شده‌است (لازم است ذکر شود، در حال حاضر ۲۸ رام اتوبوس ریلی (Rail Bus) بین تهران و شهر جدید پرند مشغول جابجایی مسافران می‌باشند) |
| شیرین شهر | خوزستان     | ۲۰                 | مطالعات اولیه جهت بررسی به شرکت راه‌آهن ج.ا. ا ارسال شده‌است. |
| مهاجران   | مرکزی       | ۱۲                 | انجام مطالعات و ساخت قطار حومه‌ای اراک به مهاجران و امیرکبیر با مشارکت راه‌آهن و شهرداری‌های مسیر در دستور کار می‌باشد. |
| کل        | کل          | ۱۰۸                | |

ت) مطالعات شهرسازی مبتنی بر حمل‌ونقل عمومی (TOD)
- مطالعات شهرسازی مبتنی بر حمل‌ونقل عمومی (TOD) شهرهای جدید پرند و بهارستان
- تهیه طرح ساماندهی حمل‌ونقل در شهرهای جدید سهند، صدرا، هشتگرد، گلبهار، پردیس و پرند
- مطالعات و طراحی مسیر دوچرخه در ۷ شهر جدید بهارستان، سهند، بینالود، صدرا، عالیشهر، فولادشهر، پرند و اجرای مسیر دوچرخه در شهر جدید گلبهار
- مطالعات و طراحی مسیر پیاده راه سبز شهر جدید اندیشه، بهارستان، صدرا، پرند و هشتگرد

## مدیران عامل شرکت
اسامی مدیران‌عامل شرکت از بدو تأسیس تاکنون عبارتند از:
- ایرج ابراهیمی فخار (۱۳۶۷ تا ۱۳۷۲)
- داوود کشاورزیان (۱۳۷۲ تا ۱۳۷۶)
- سید محمود میریان (۱۳۷۶ تا ۱۳۸۶)
- مهدی ذاکرالحسینی (۱۳۸۶ تا ۱۳۸۸)
- جمشید نورصالحی (۱۳۸۸ تا ۱۳۹۰)
- محمدهادی رستمیان (۱۳۹۰ تا ۱۳۹۲)
- محسن نریمان (۱۳۹۲ تا ۱۳۹۶)
- حبیب‌الله طاهرخانی (شهریور ۱۳۹۶ تا دی ۱۴۰۰)
- علیرضا جعفری (دی ۱۴۰۰ تا بهمن ۱۴۰۲)
- سعید غفوری (بهمن ۱۴۰۲ تا شهریور ۱۴۰۳)
- شهرام ملکی (سرپرست از شهریور ۱۴۰۳ تاکنون)

## تجربه زندگی در شهرهای جدید

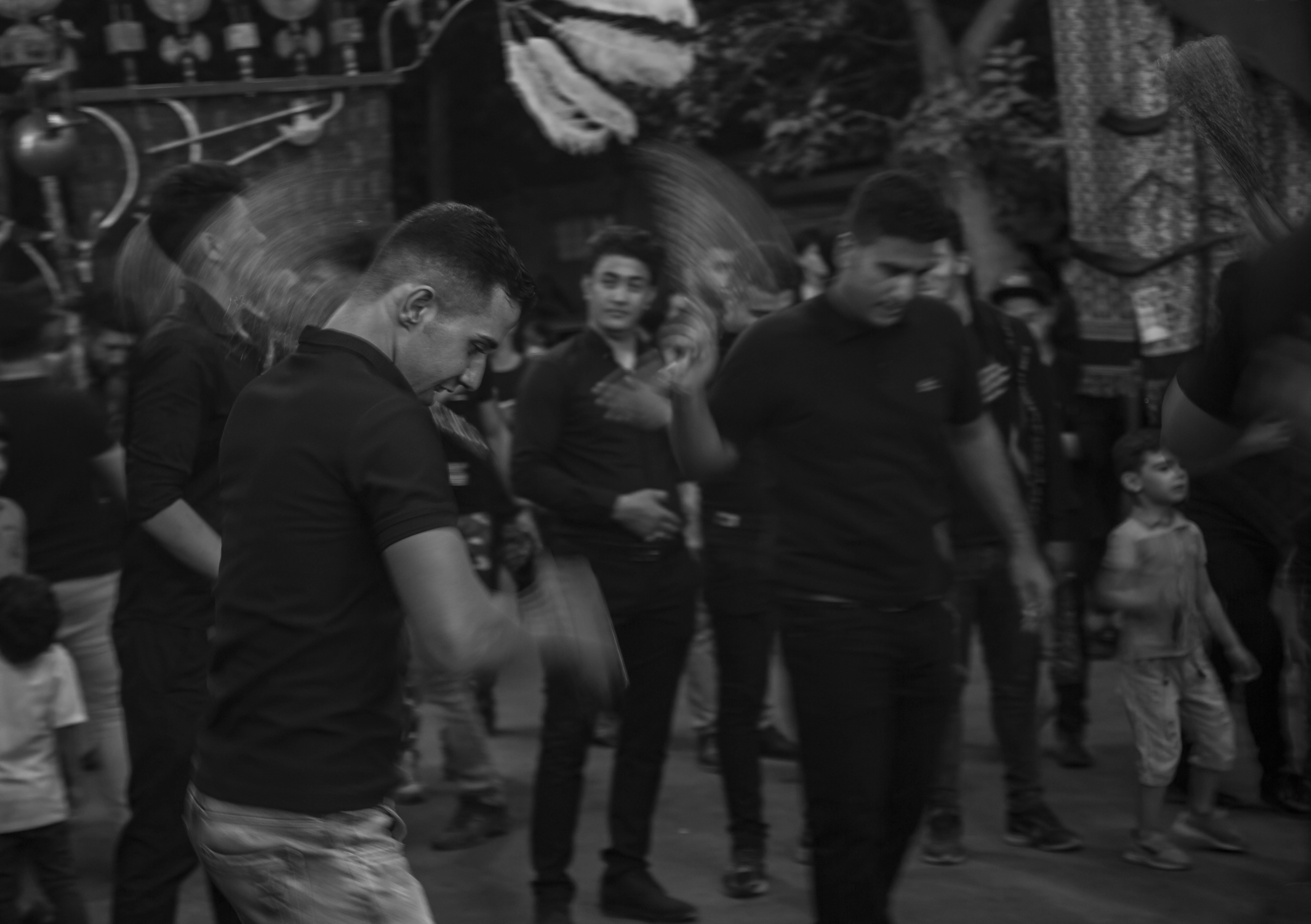
محرم در هشتگرد
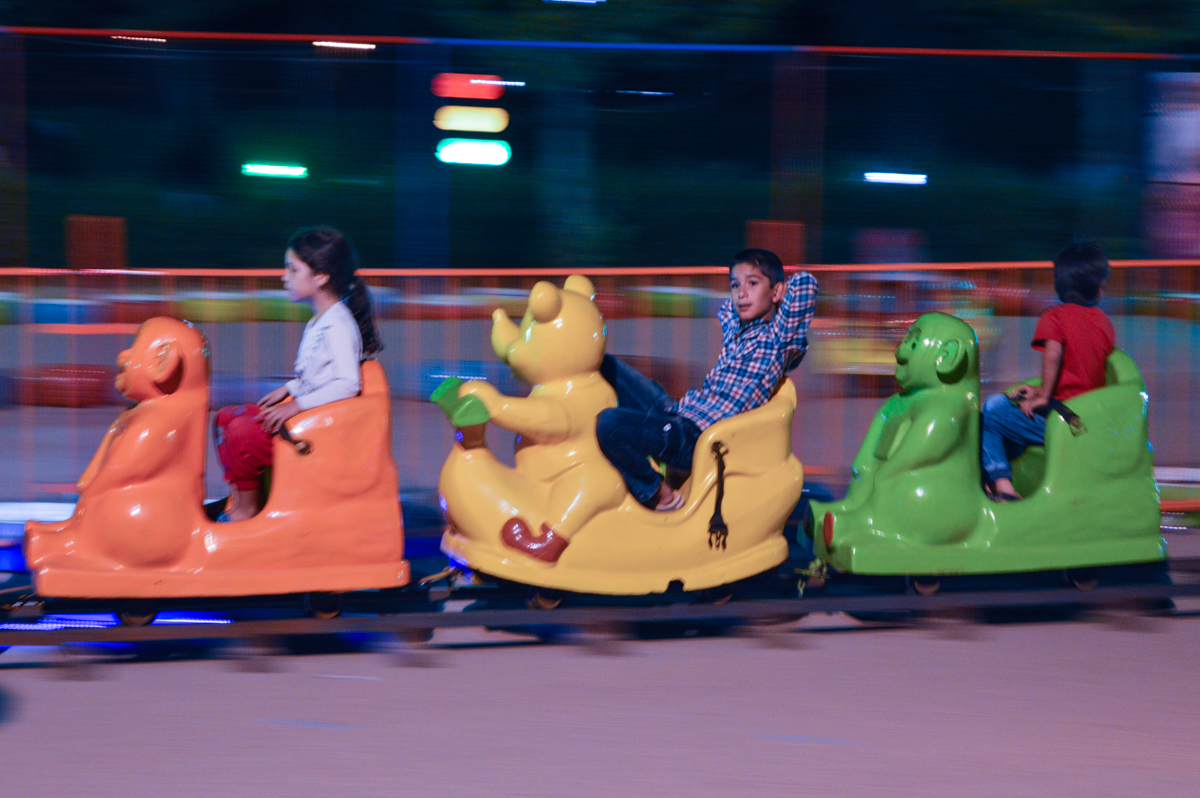
کودکان در حال بازی
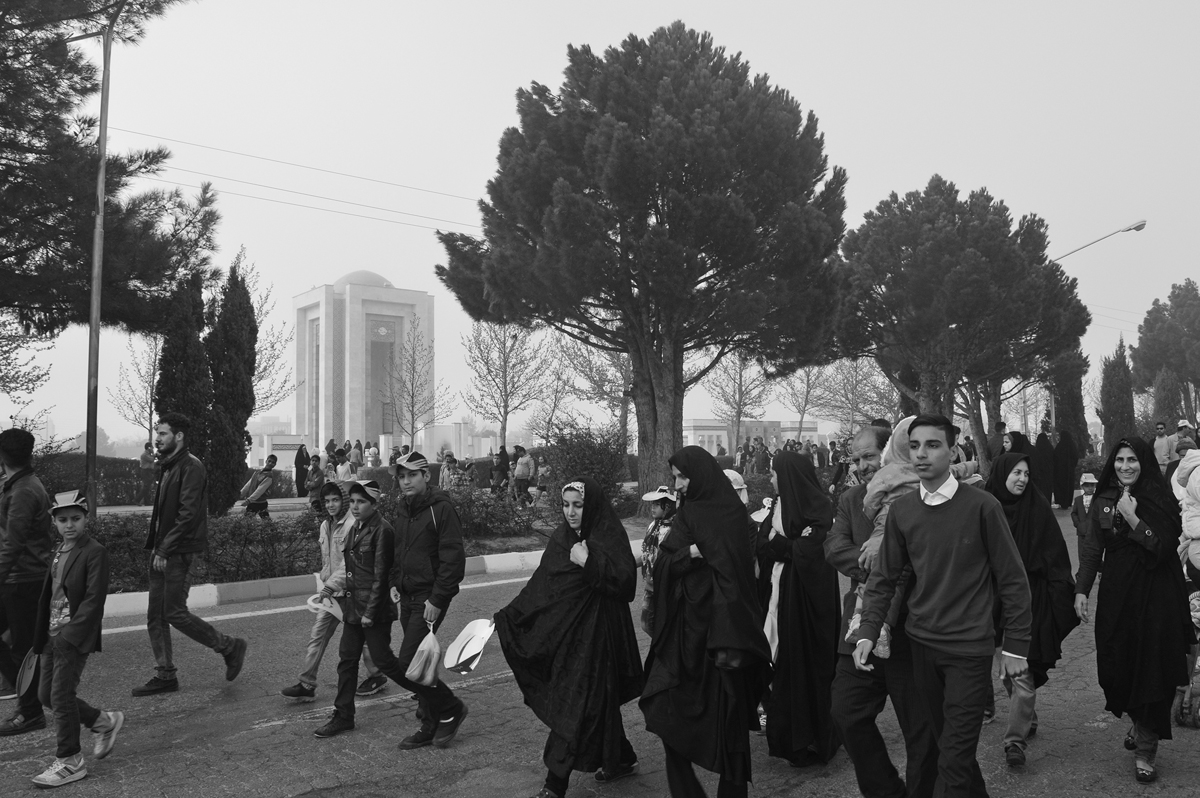
پیاده روی در گلبهار
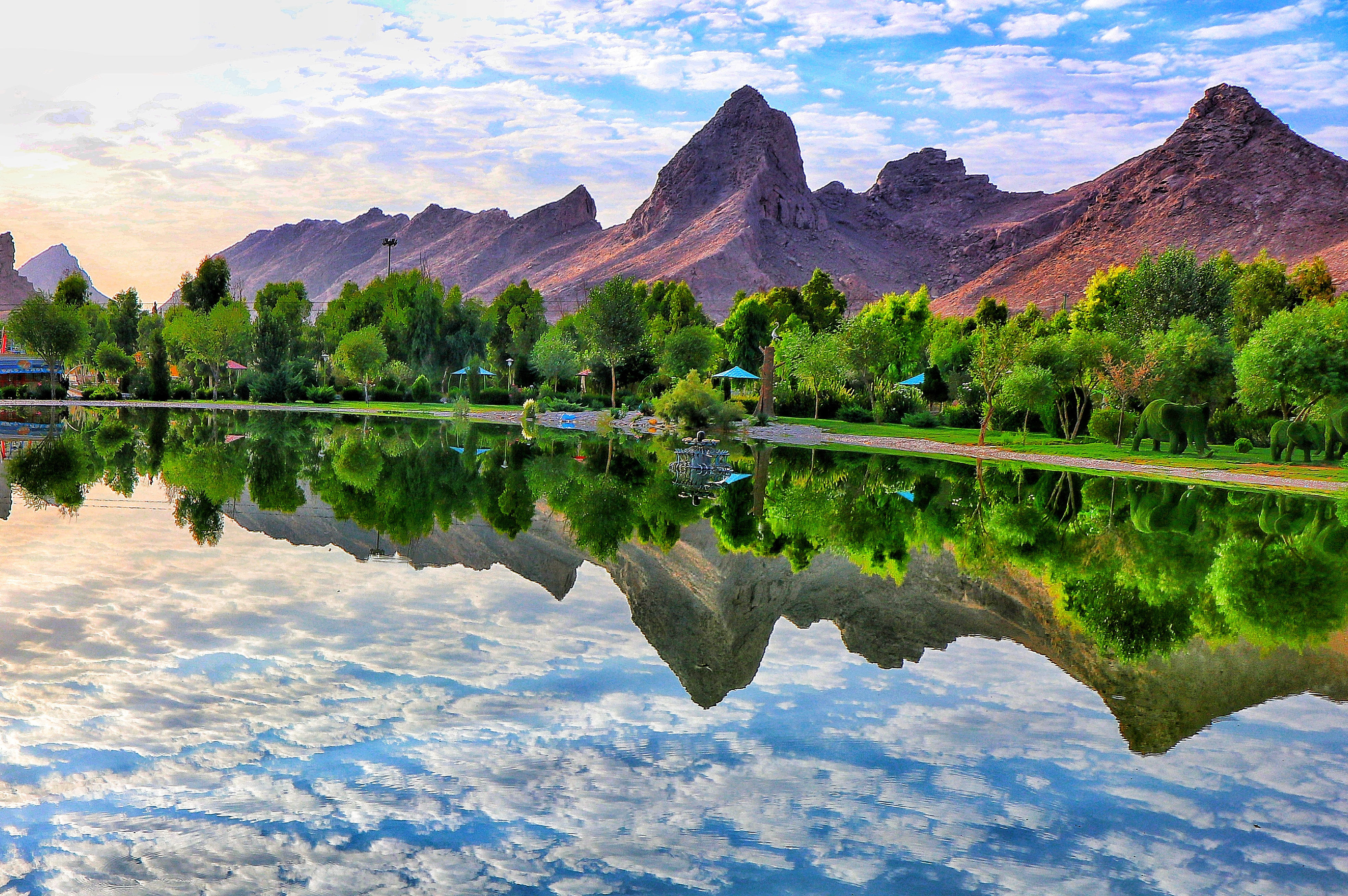
بهارستان
جریان زندگی
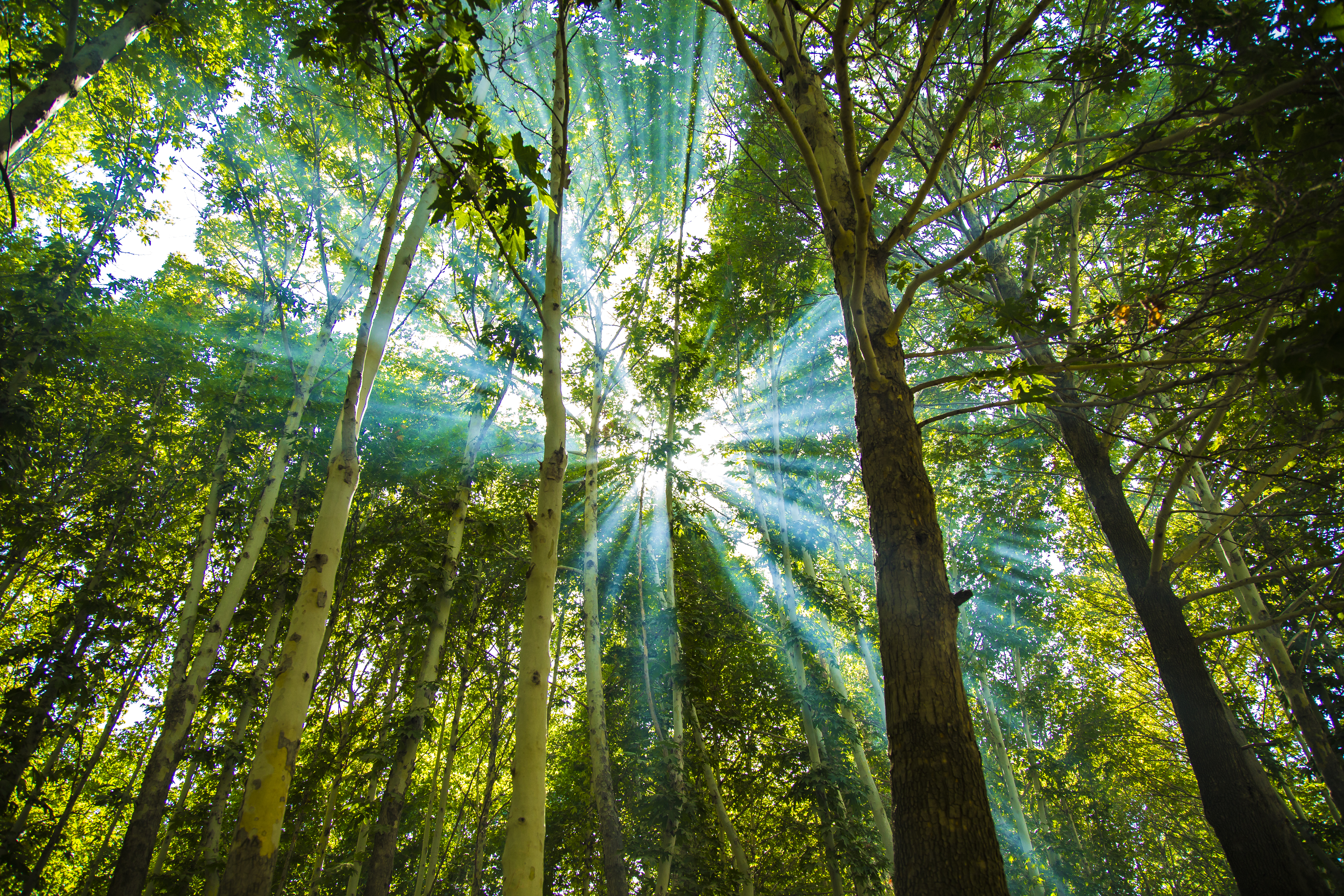
تلاش نور
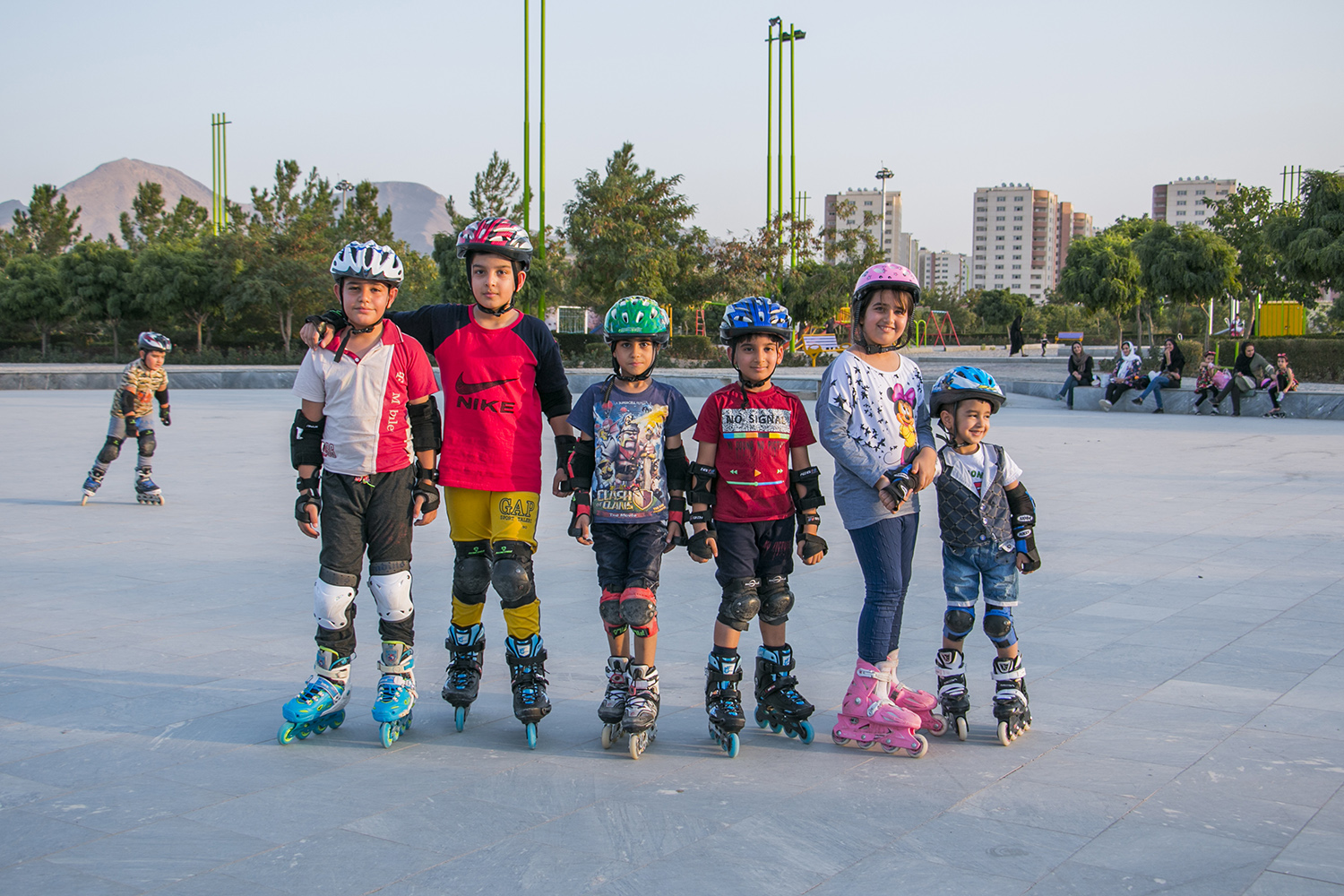
کودکان در فولادشهر
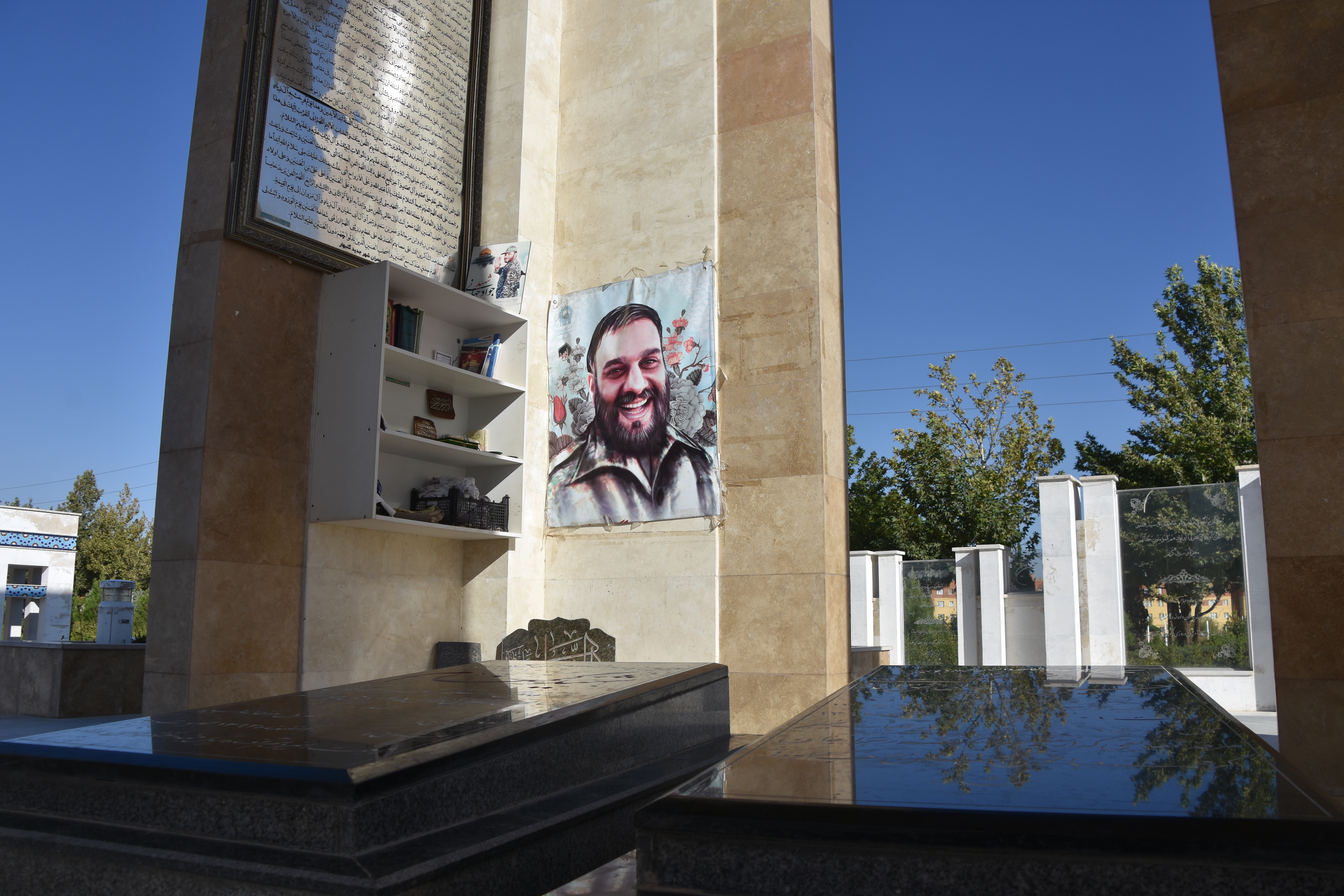
شهدا
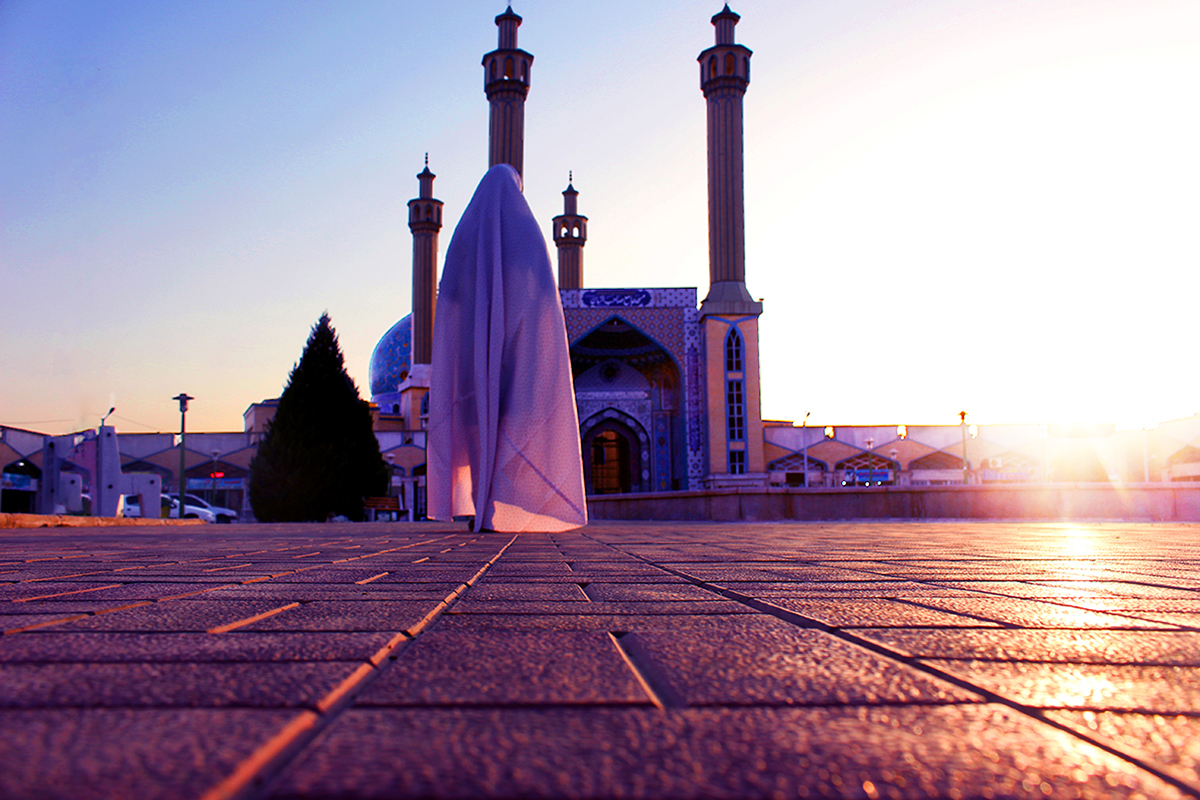
حی علی الصلاه
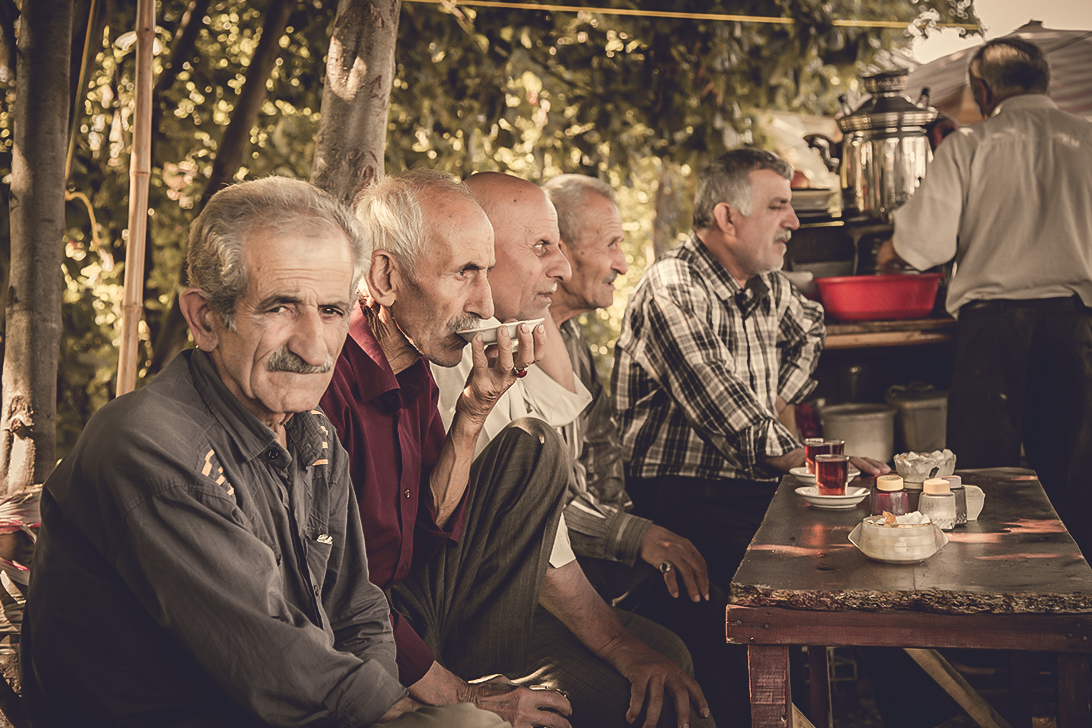
قهوه خانه هشتگرد
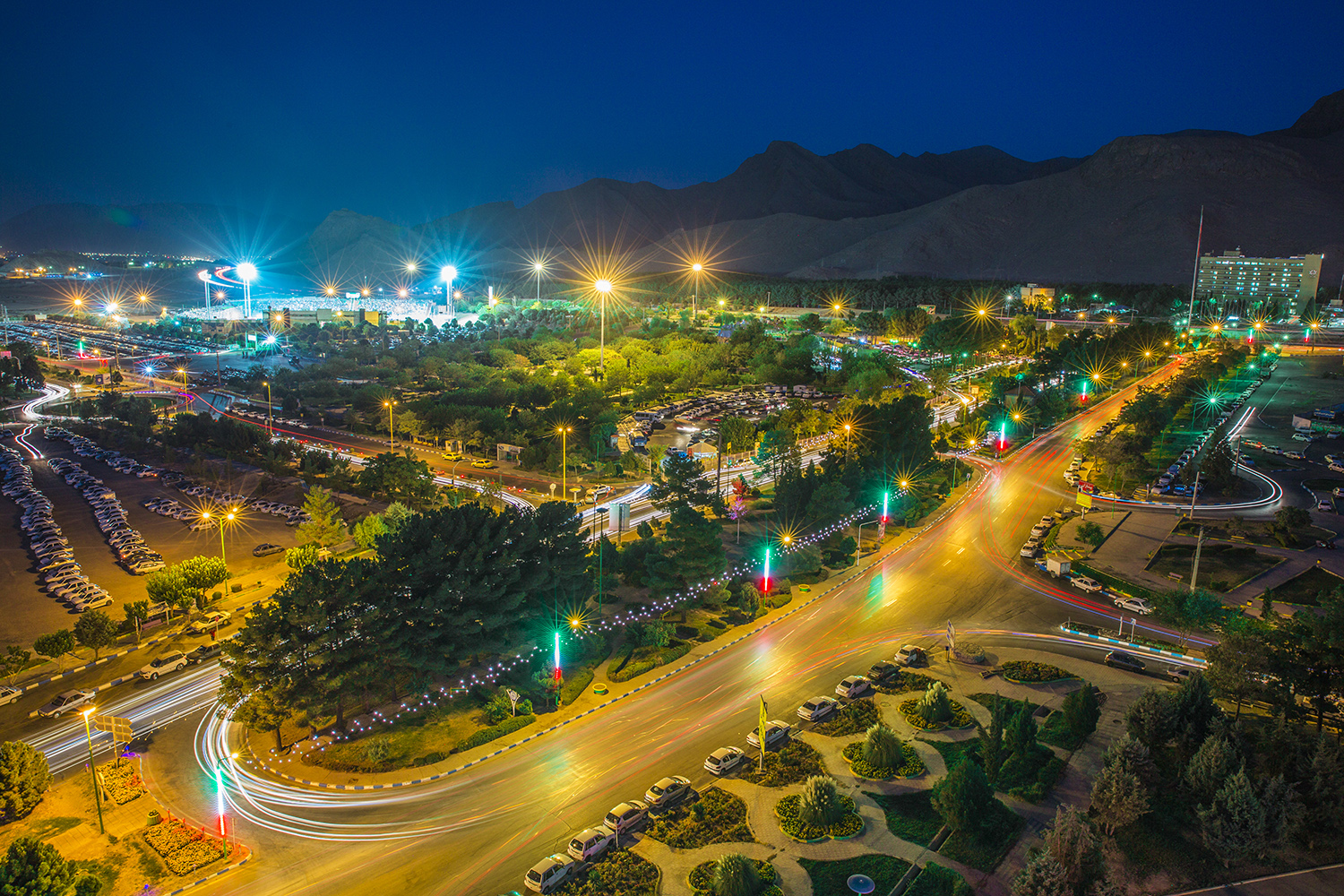
شب‌های فولادشهر
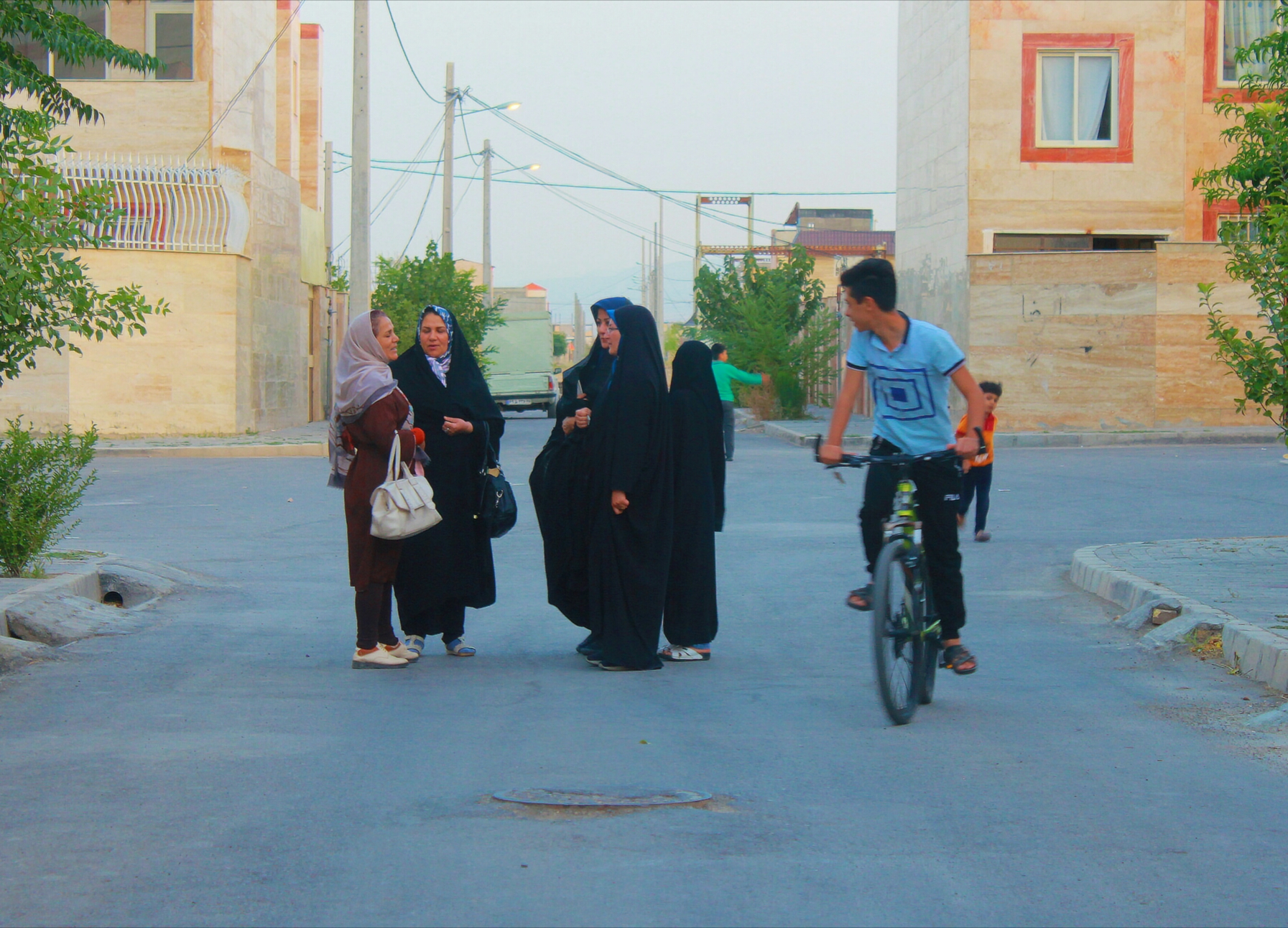
همسایه جدید
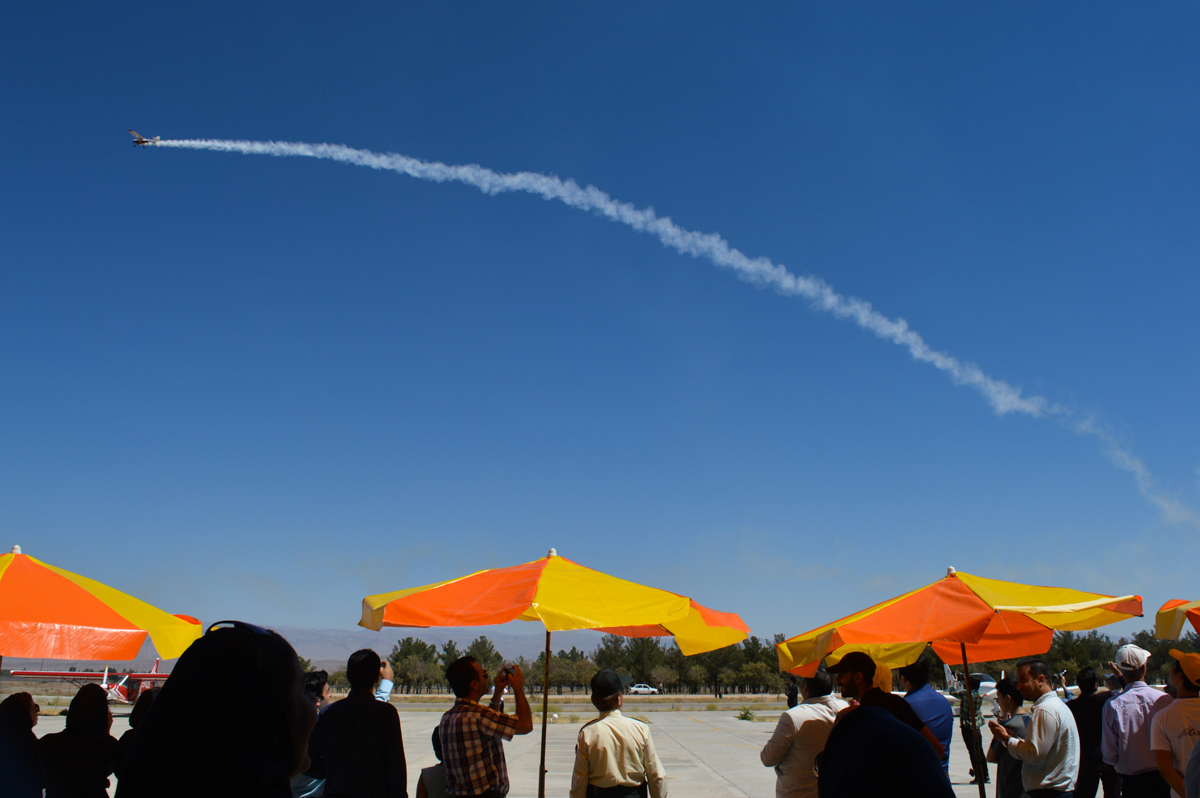
آسمان برای پرواز
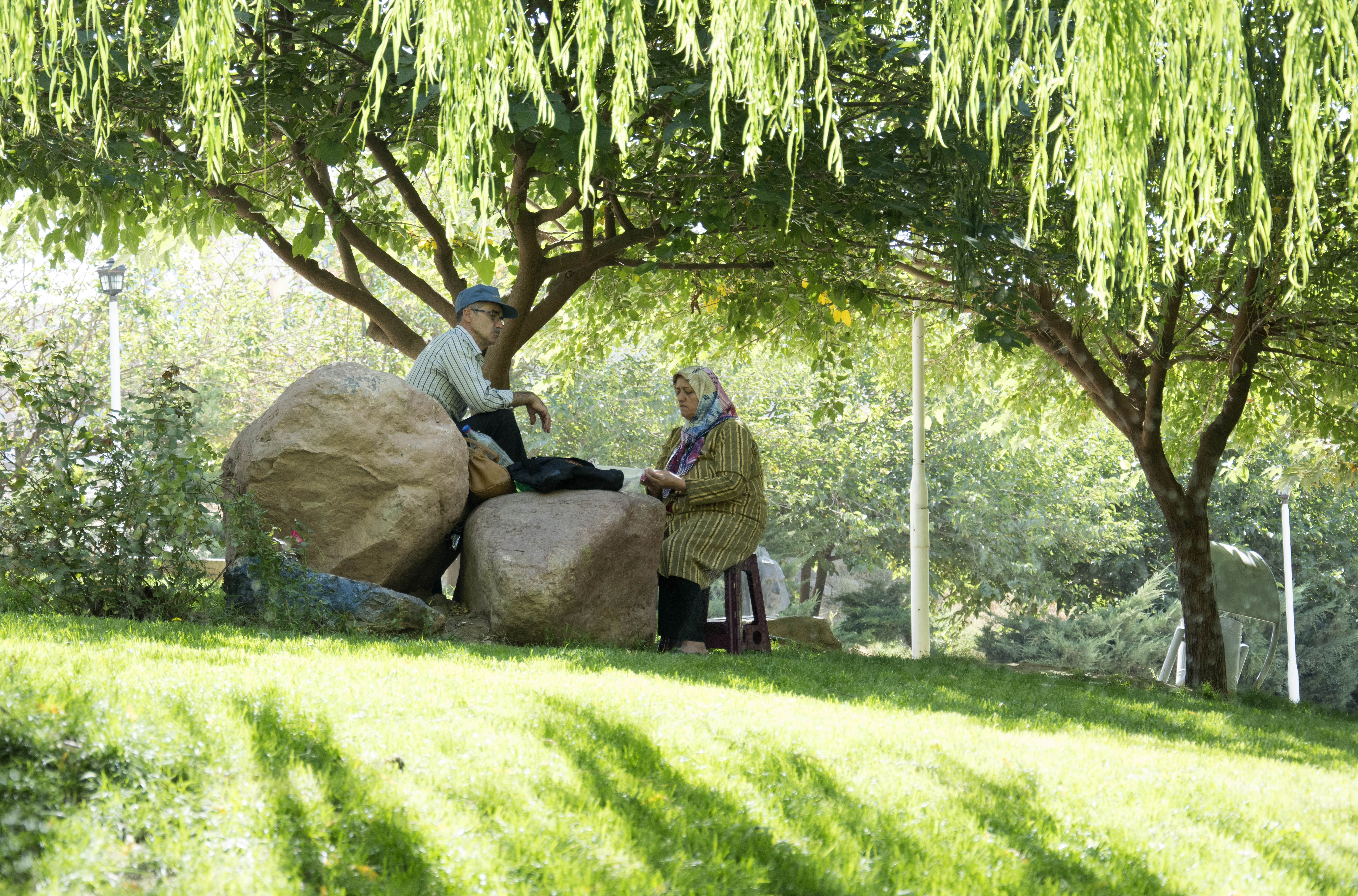
بید و مجنون
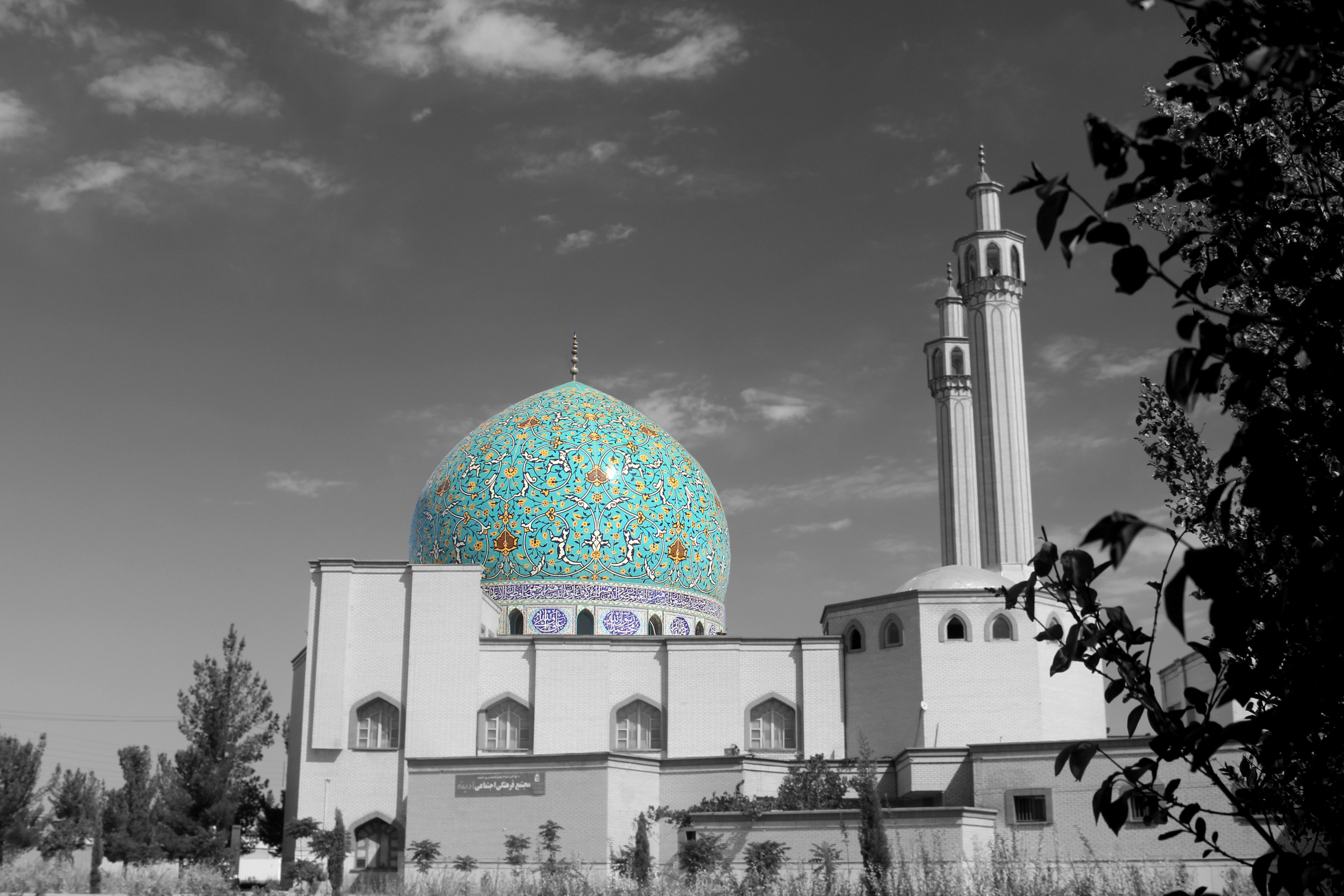
مسجد مجلسی
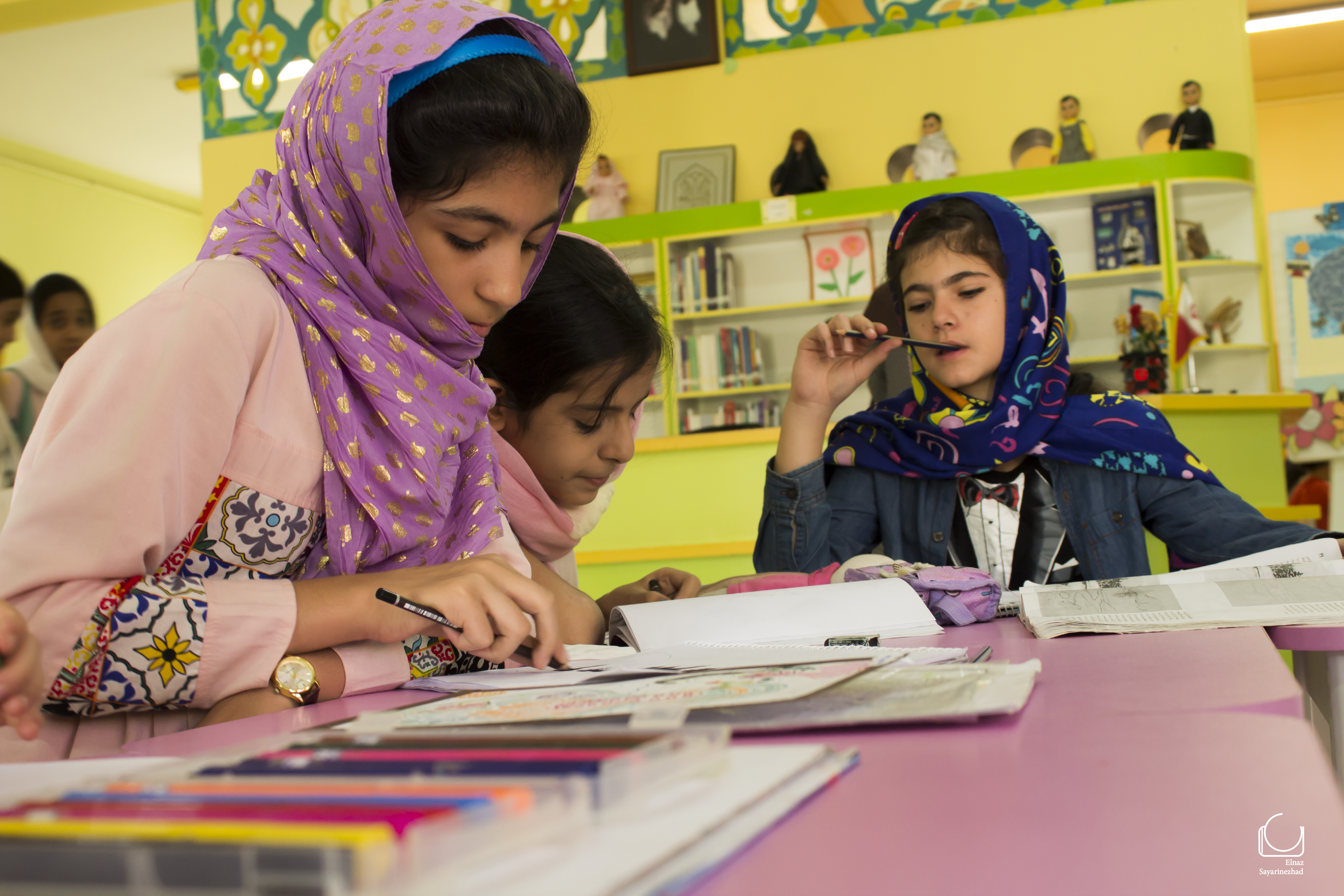
نقاشی کودکان
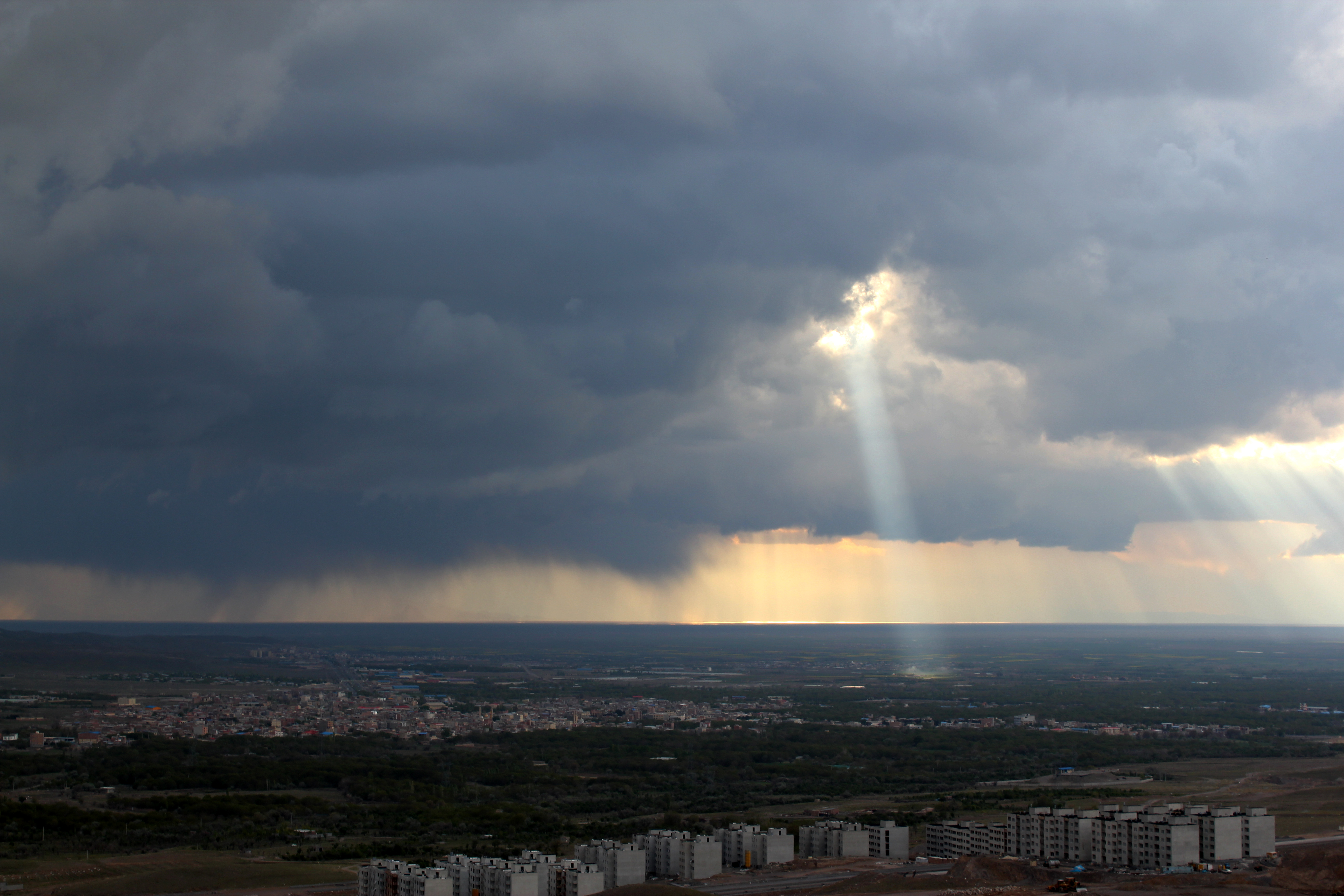
شانلی سهندیم
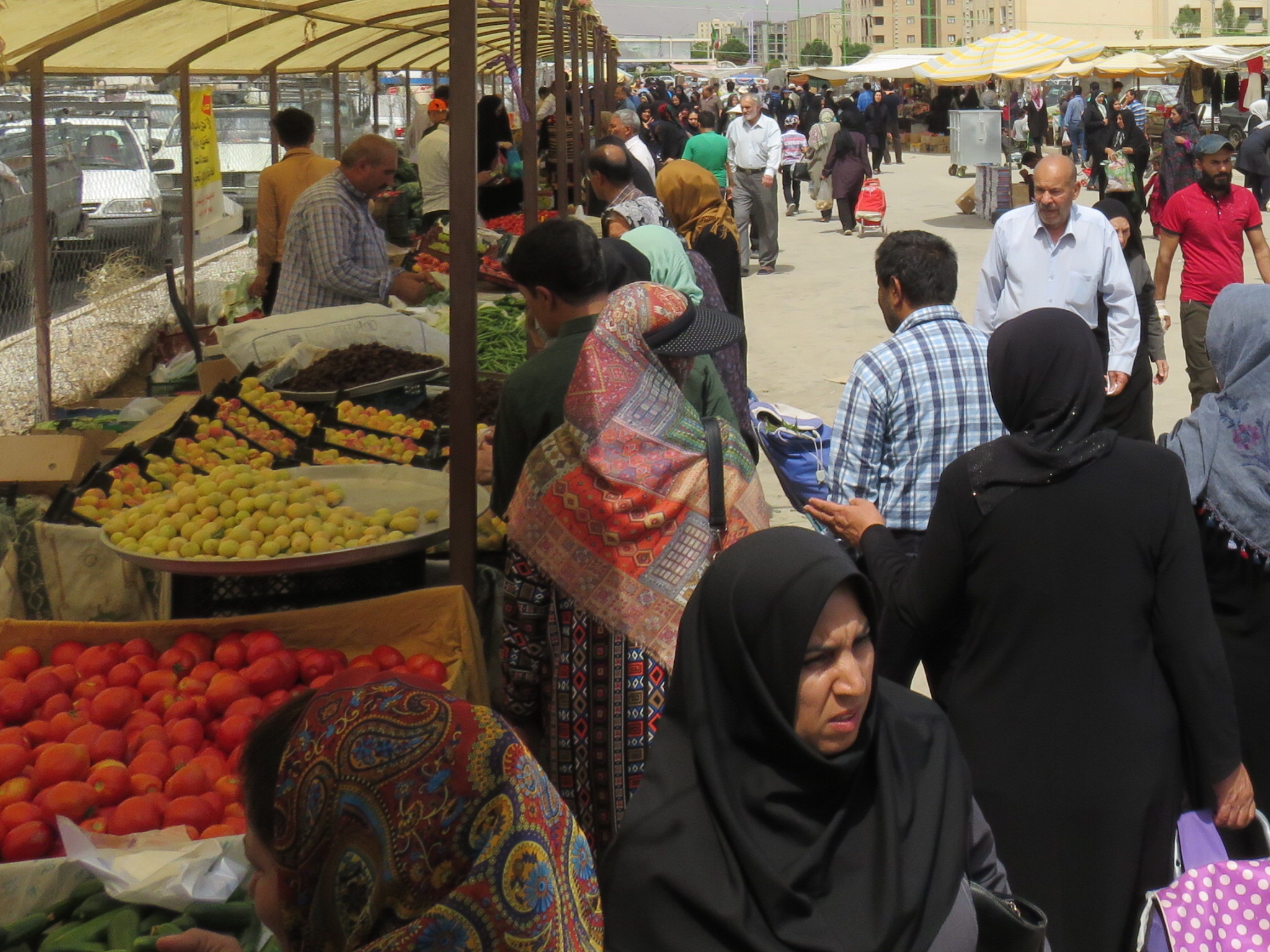
بازار روز
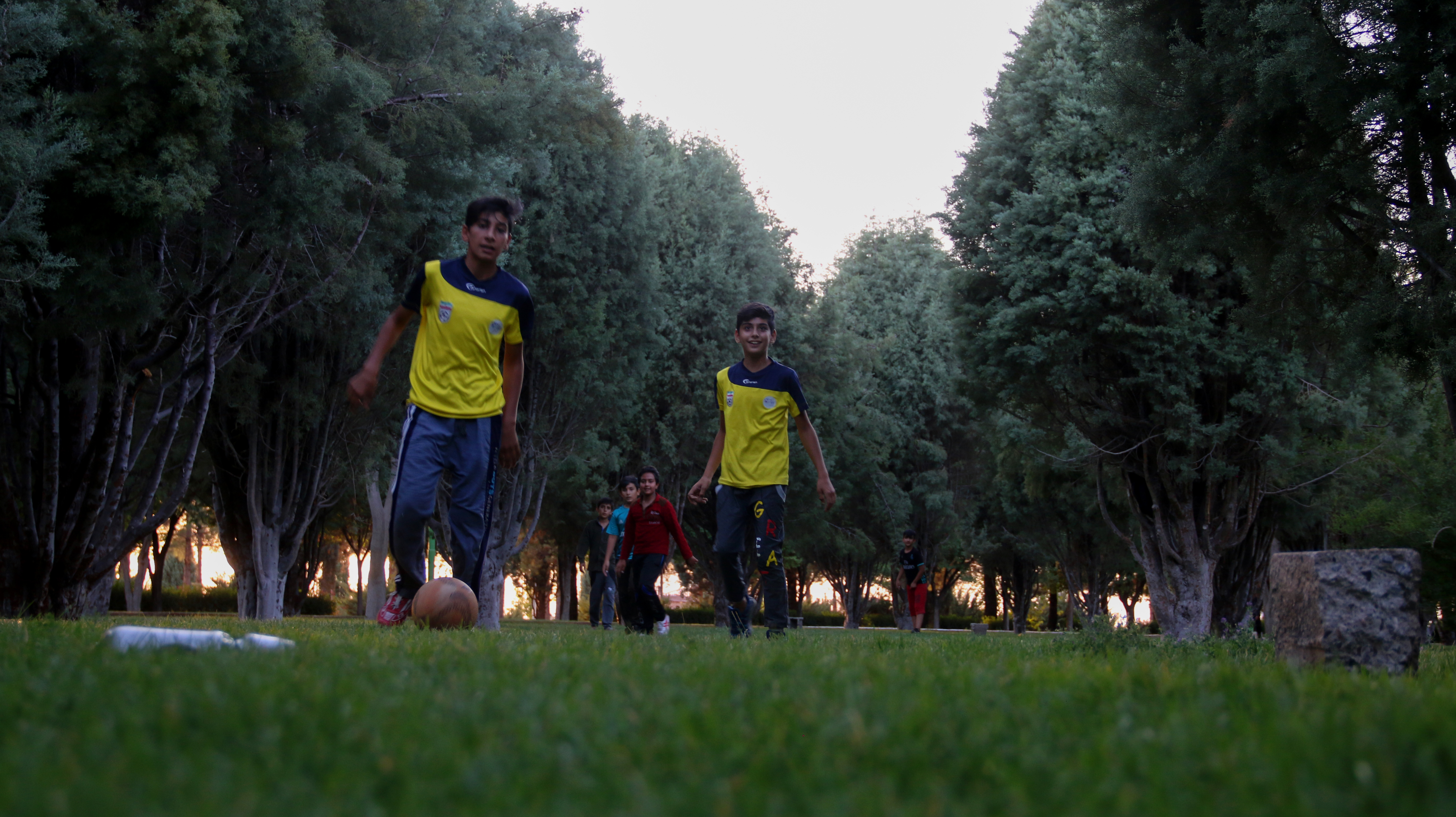
گل کوچیک
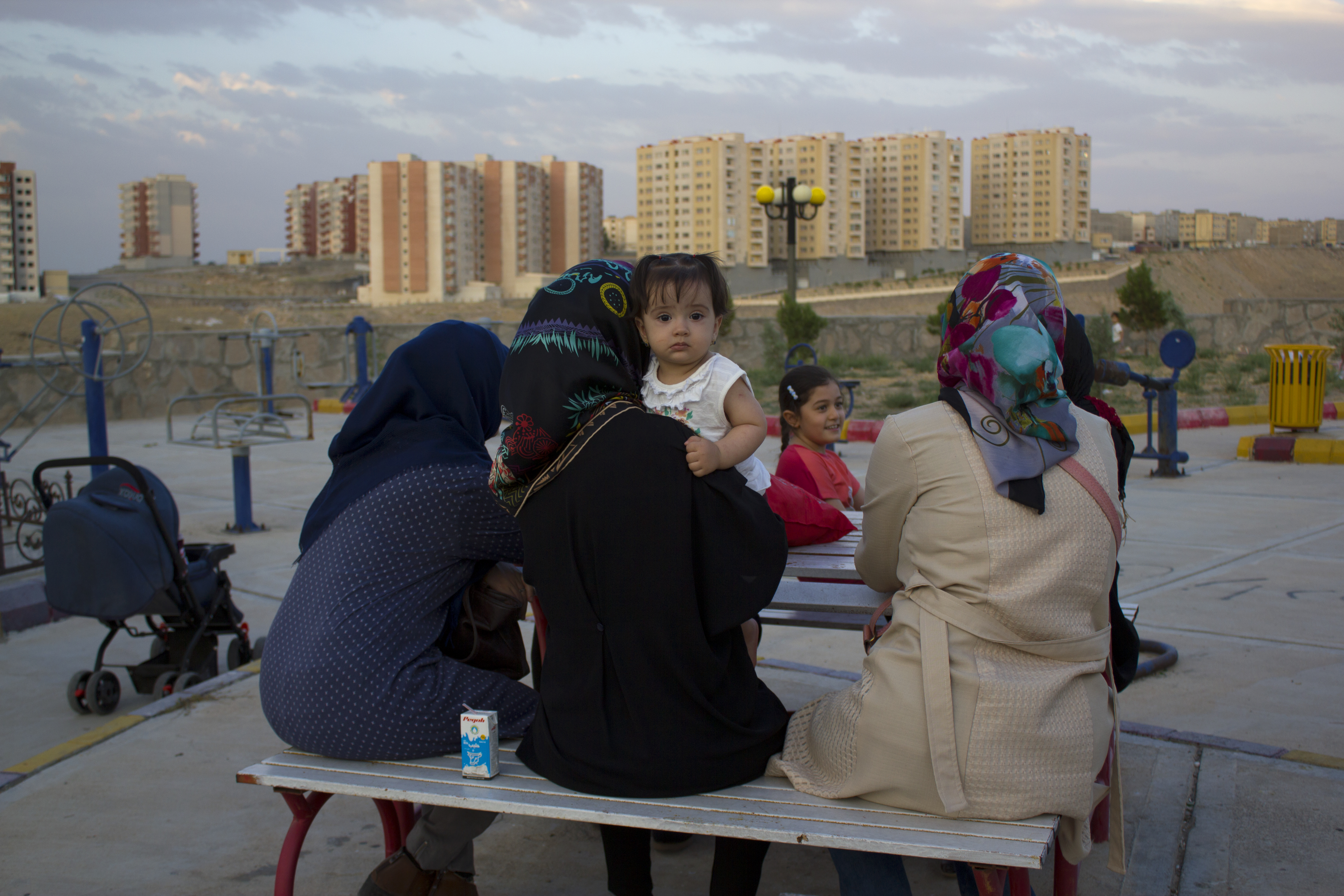
زنان در شهرهای جدید
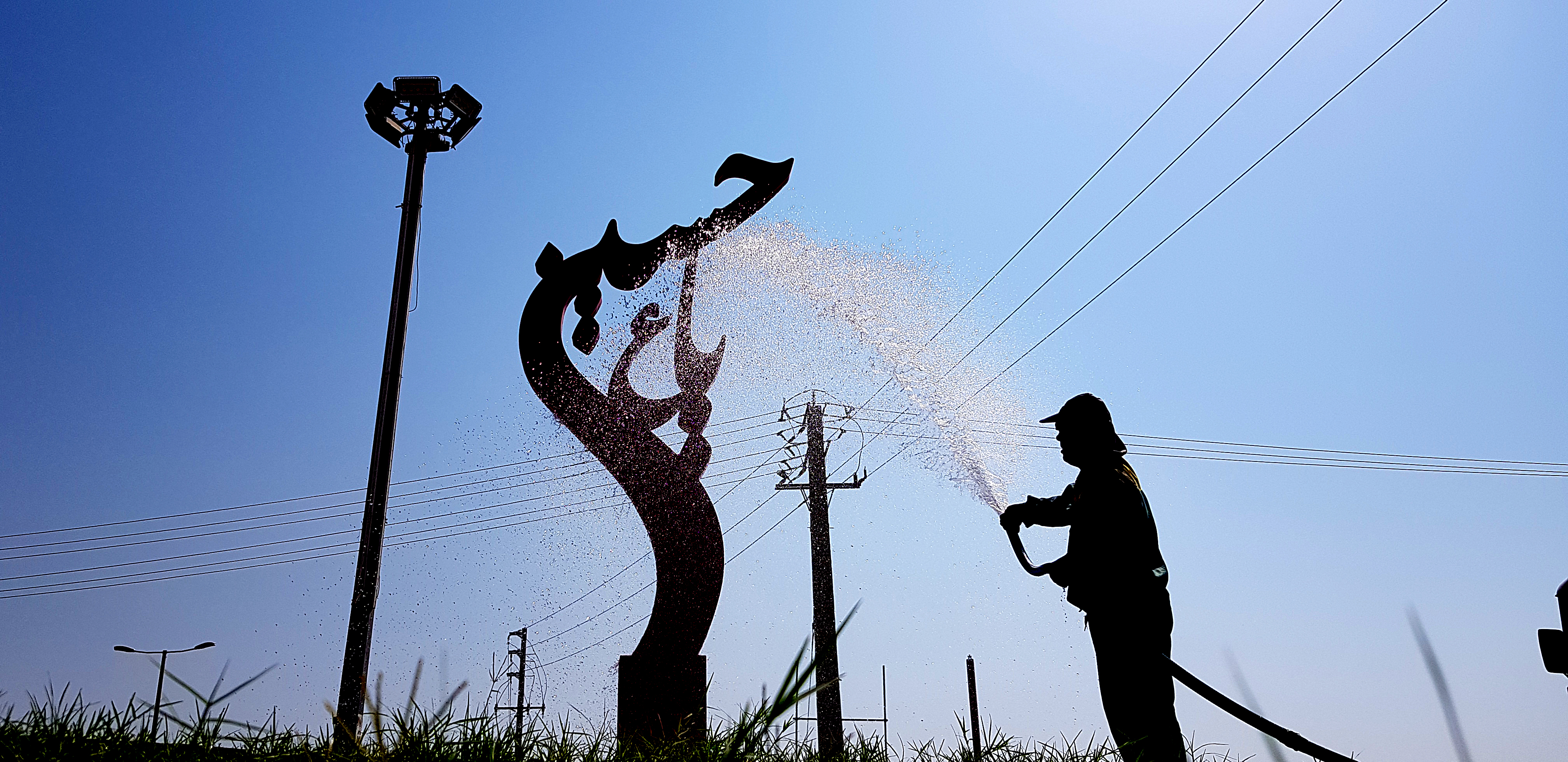
عالیشهر
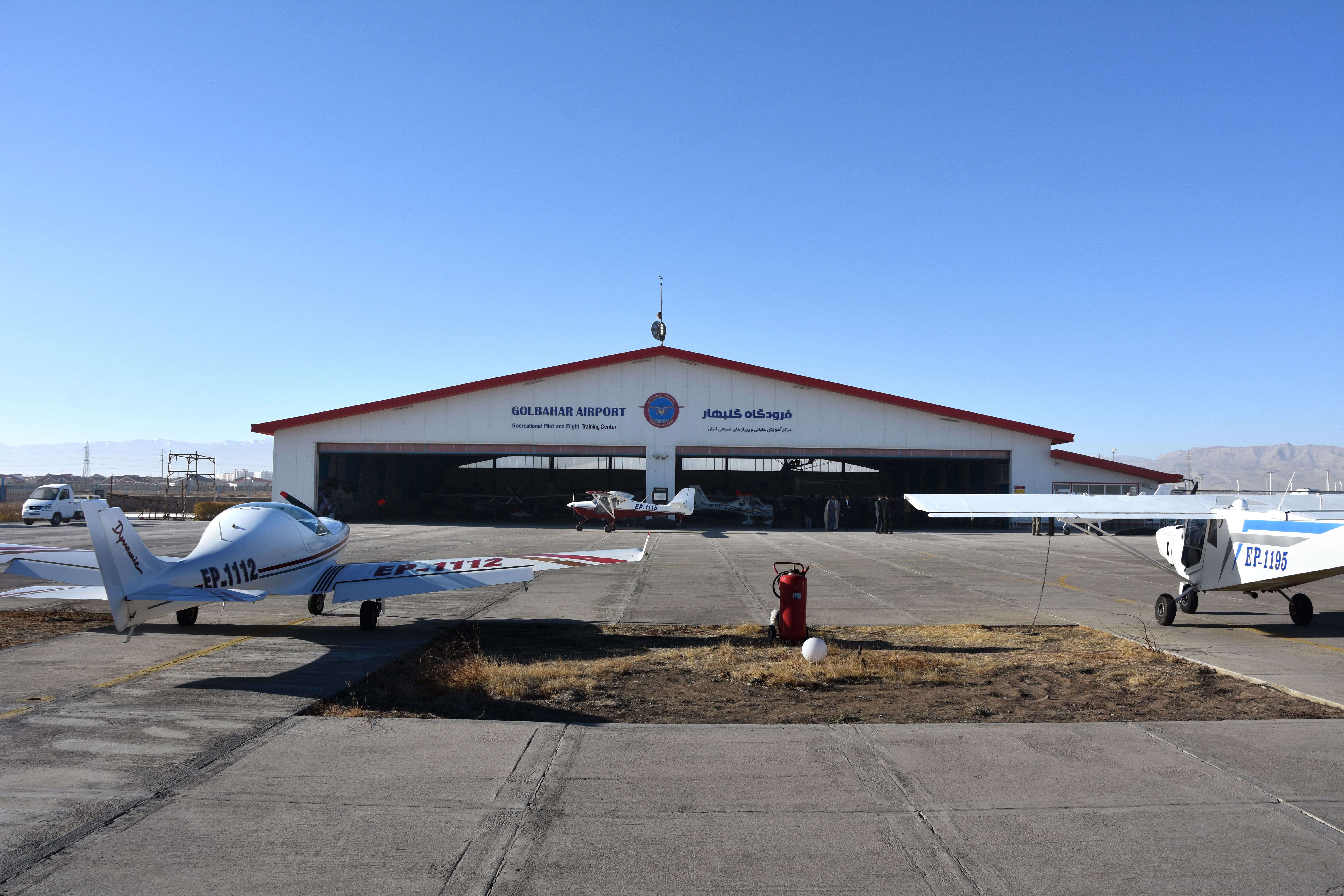
فرودگاه گلبهار
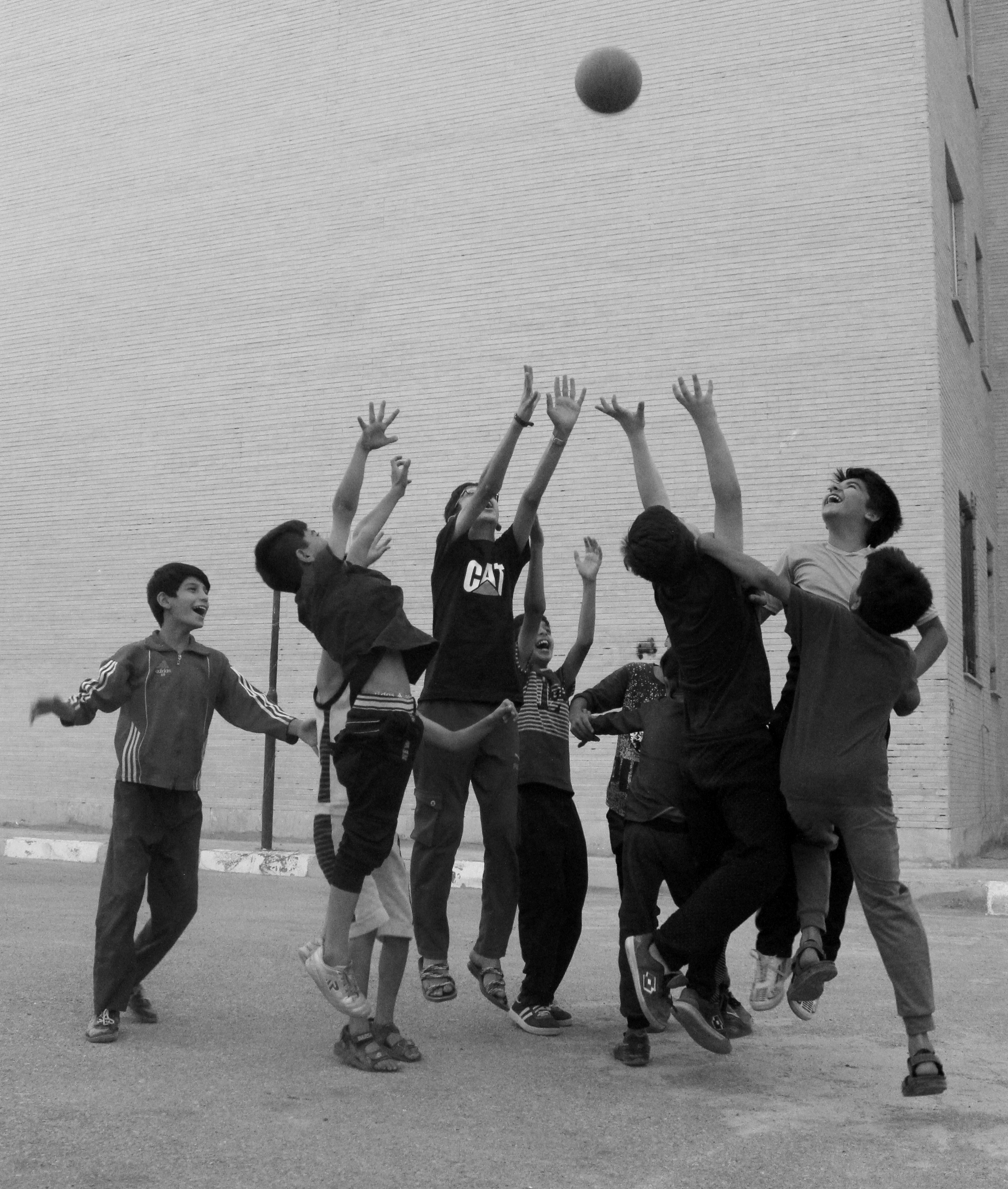
بازی کودکان
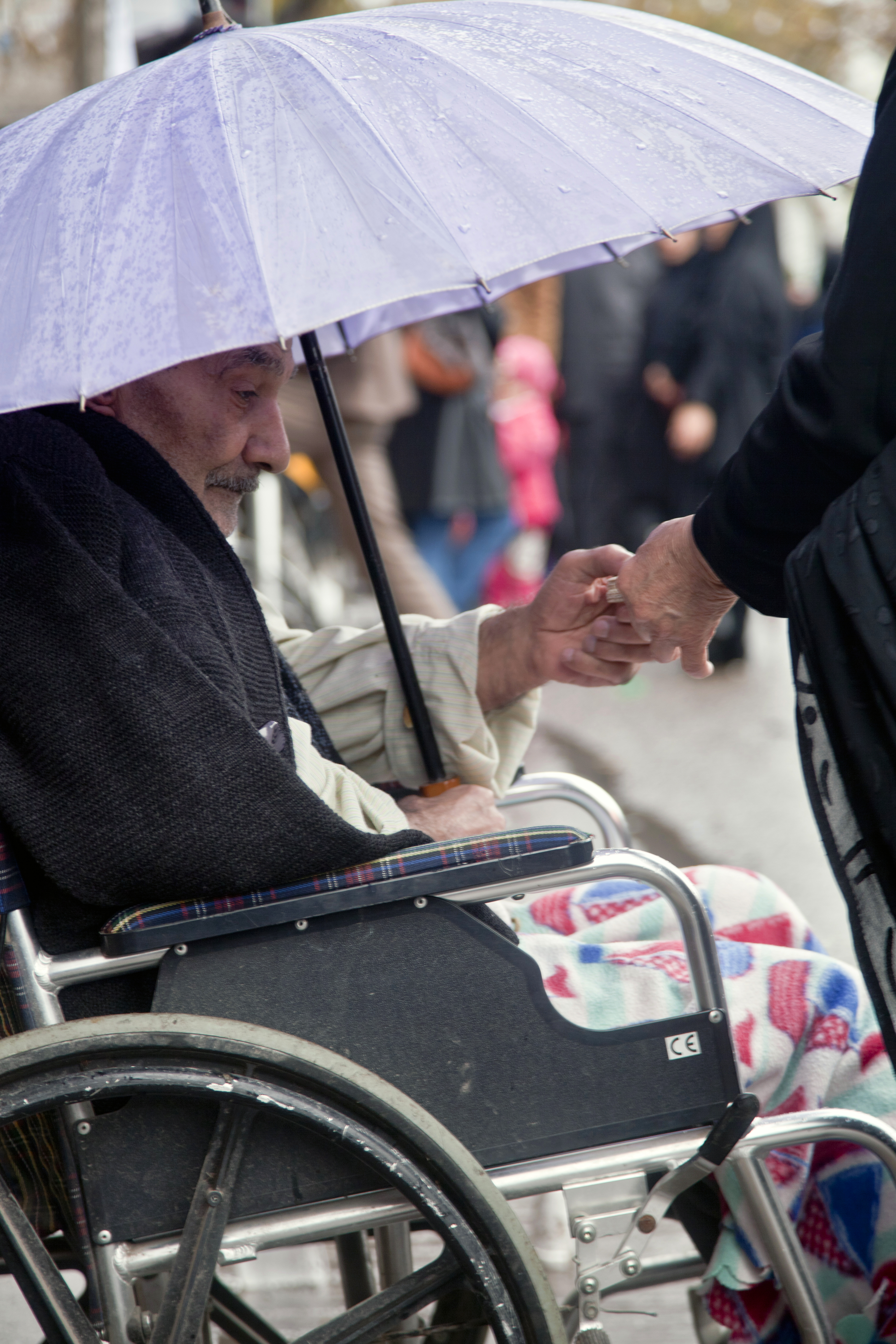
توان خواهان
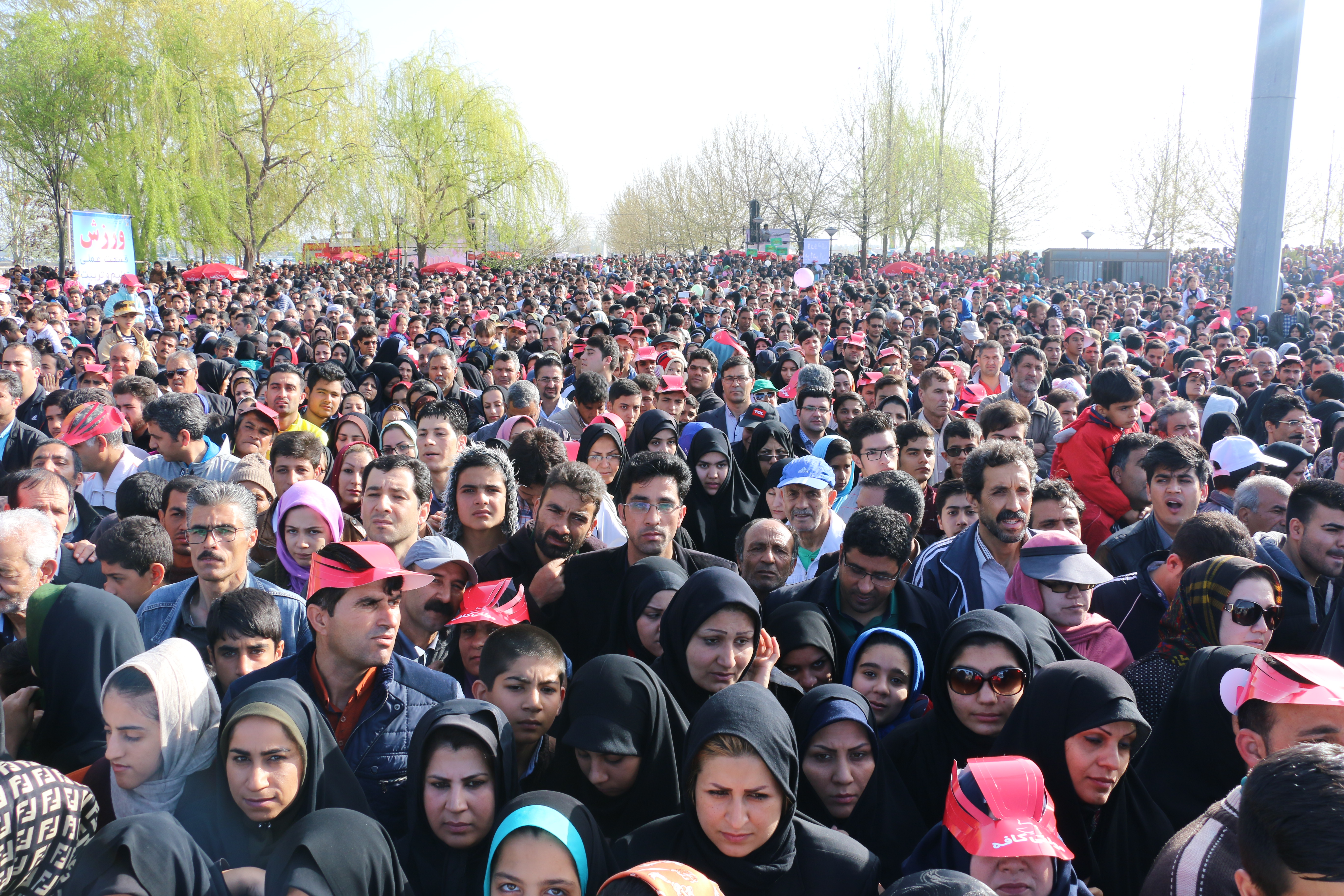
ورزش همگانی
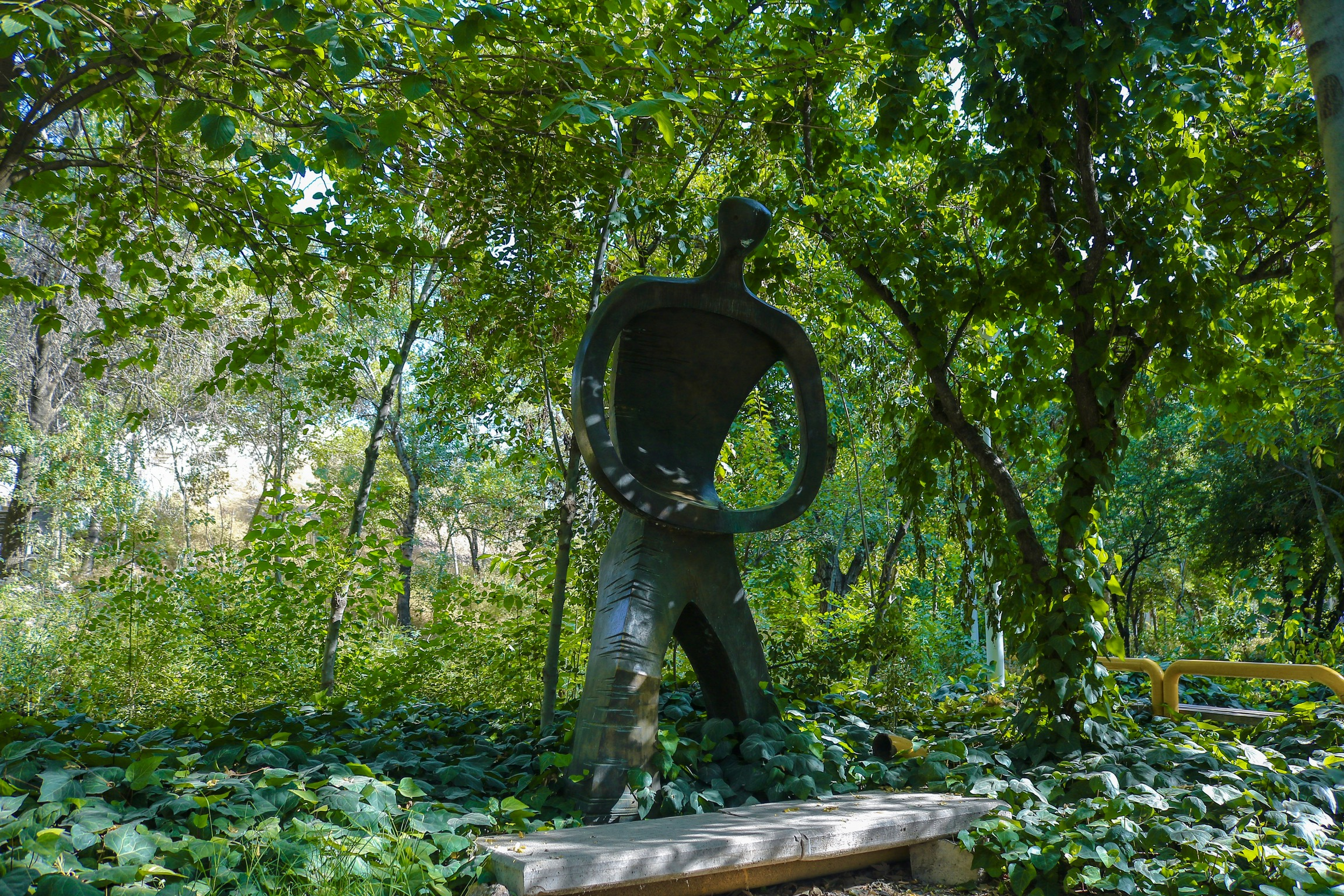
پارک هشتگرد
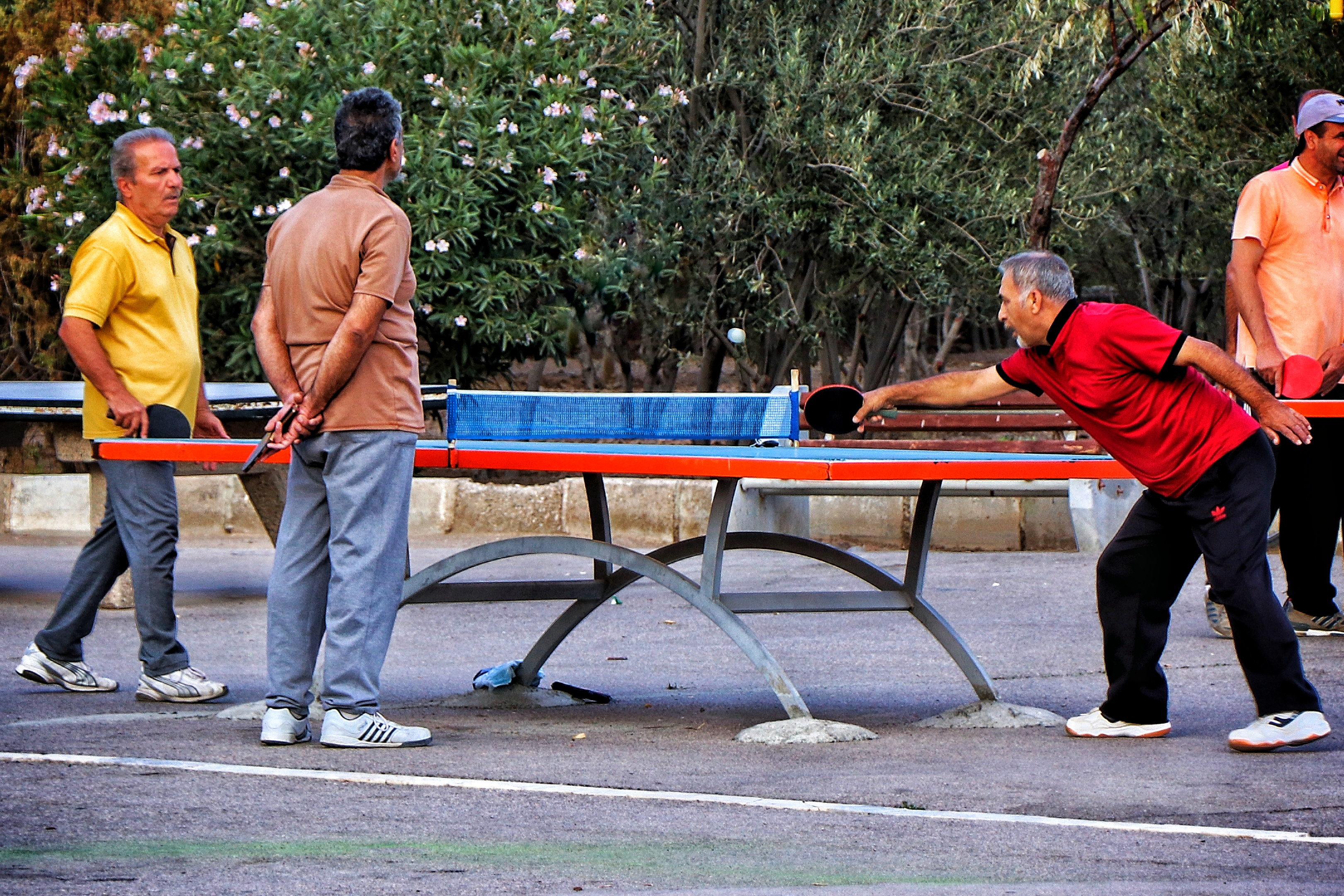
نشاط سالمندان
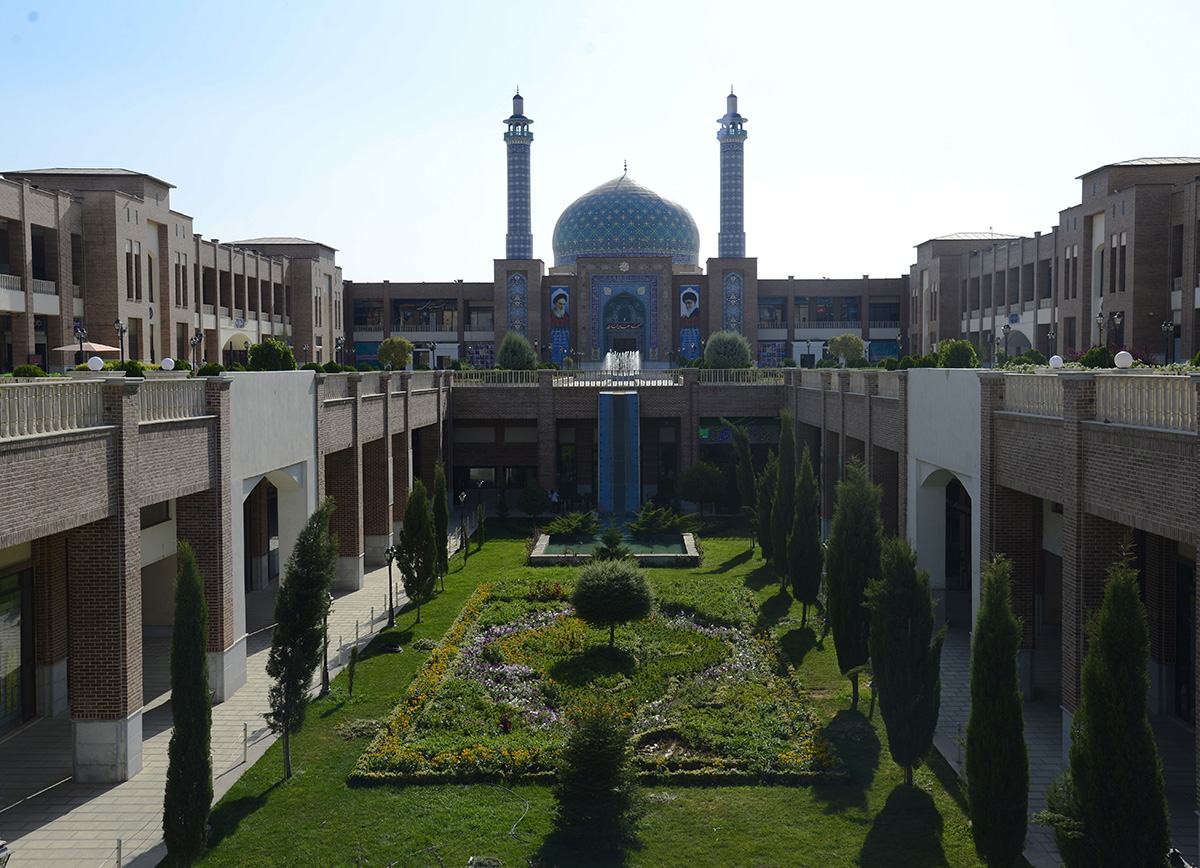
بازار ایرانی و اسلامی
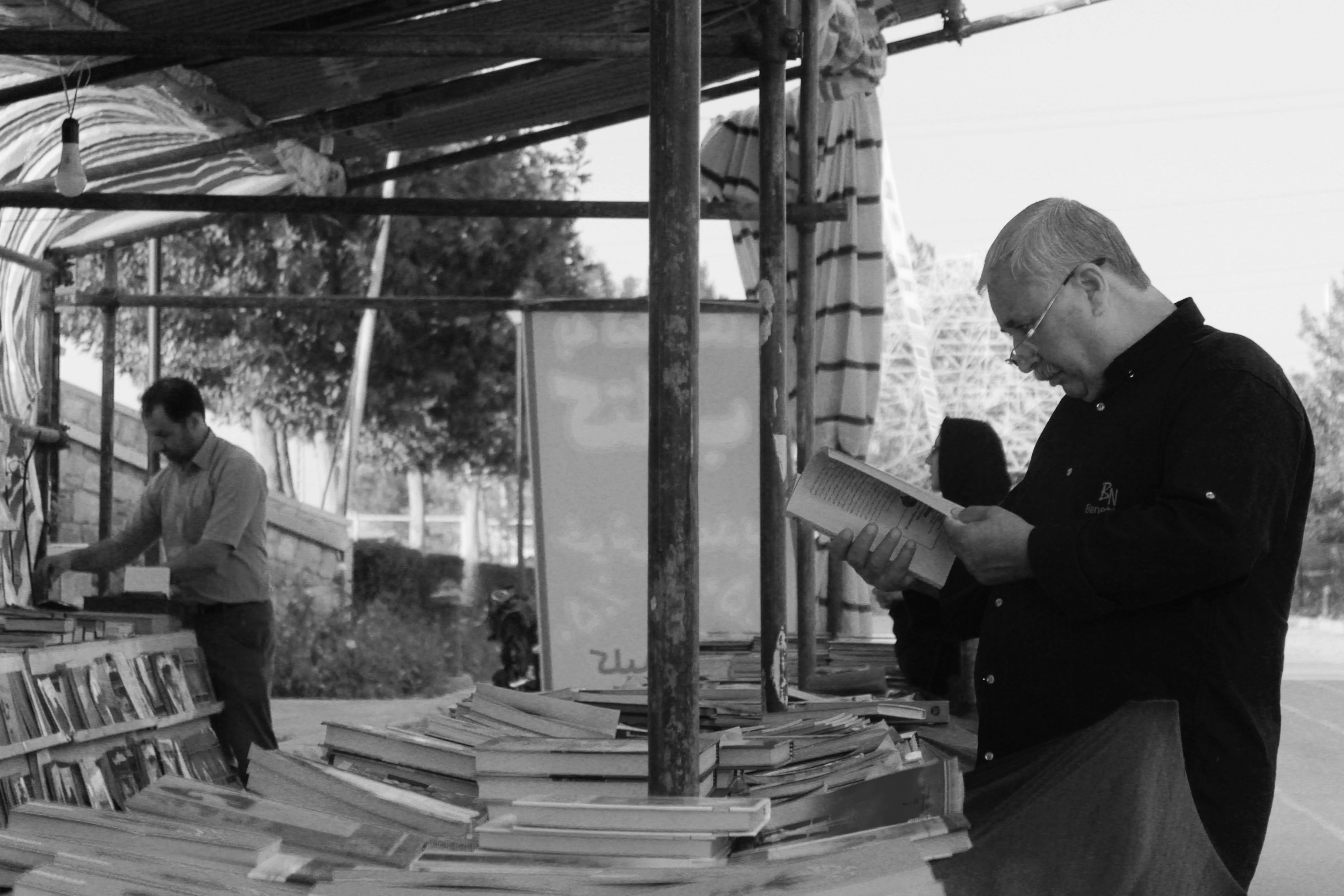
کتاب فروشی
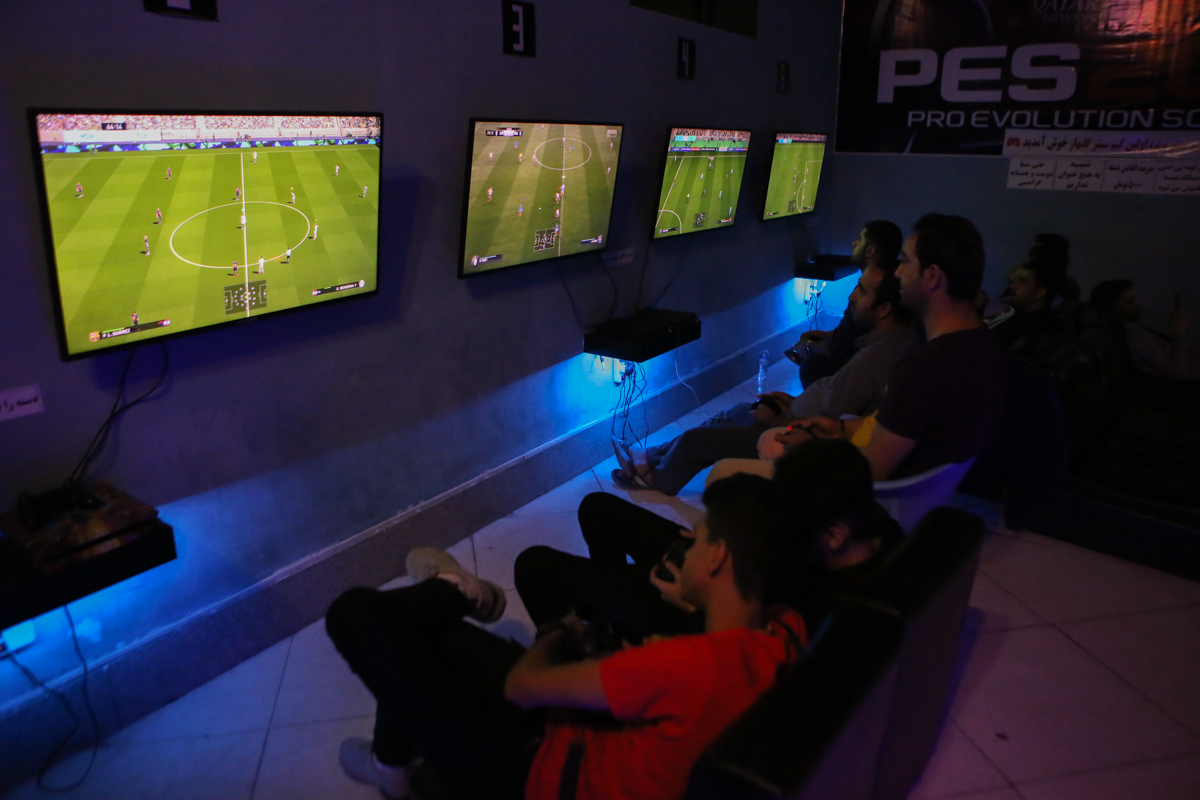
بازی رایانه ای
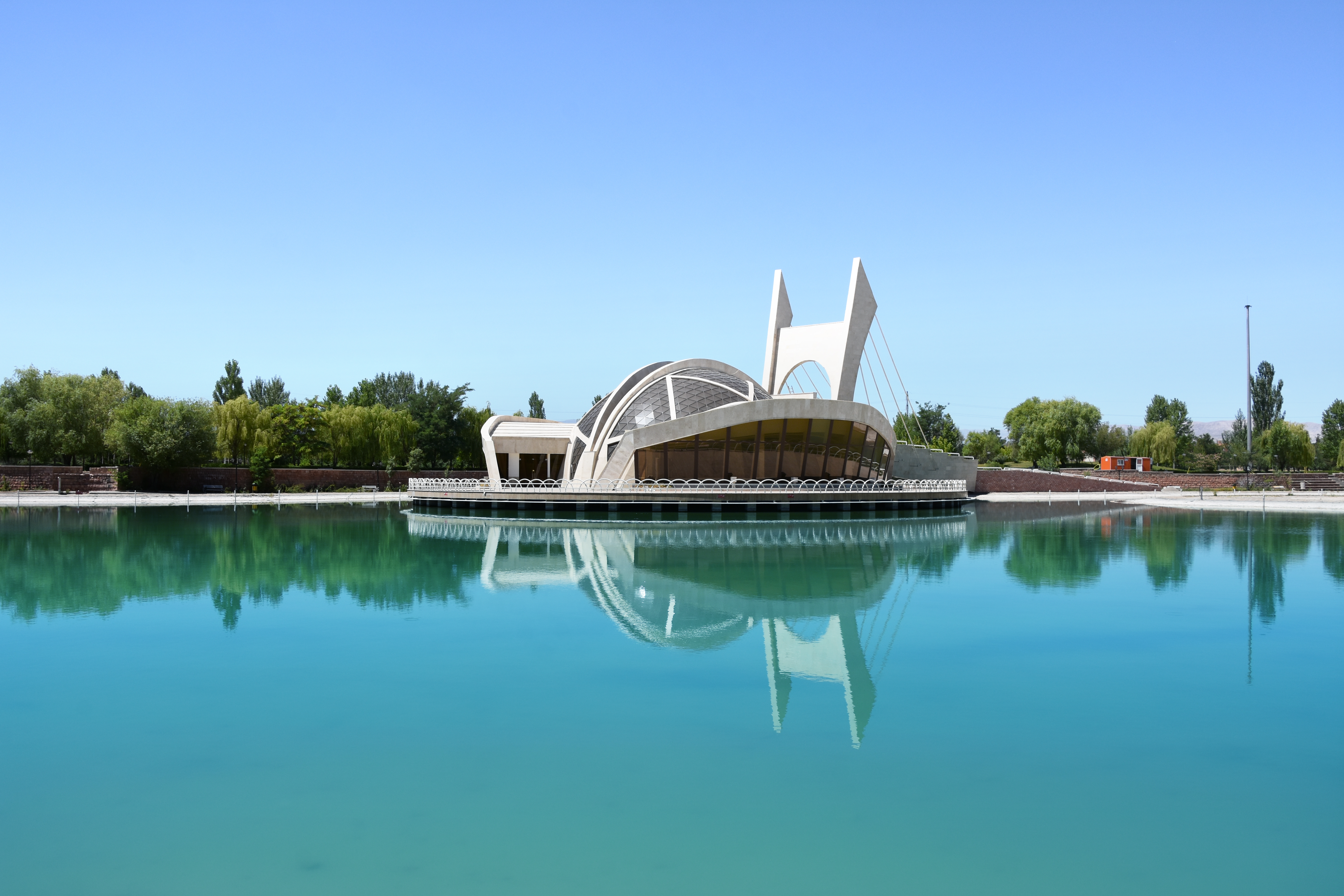
گلبهار
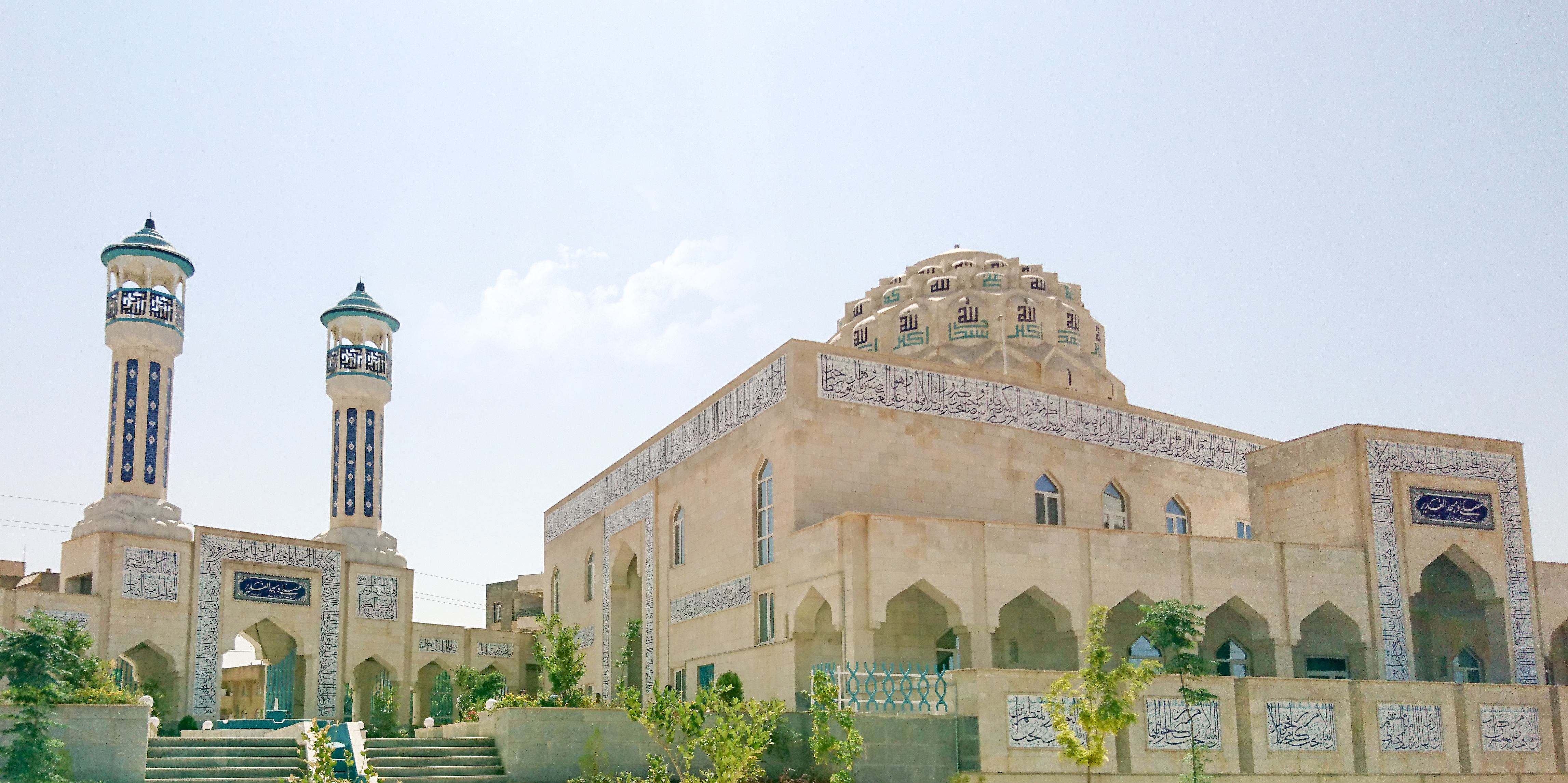
مسجد هشتگرد
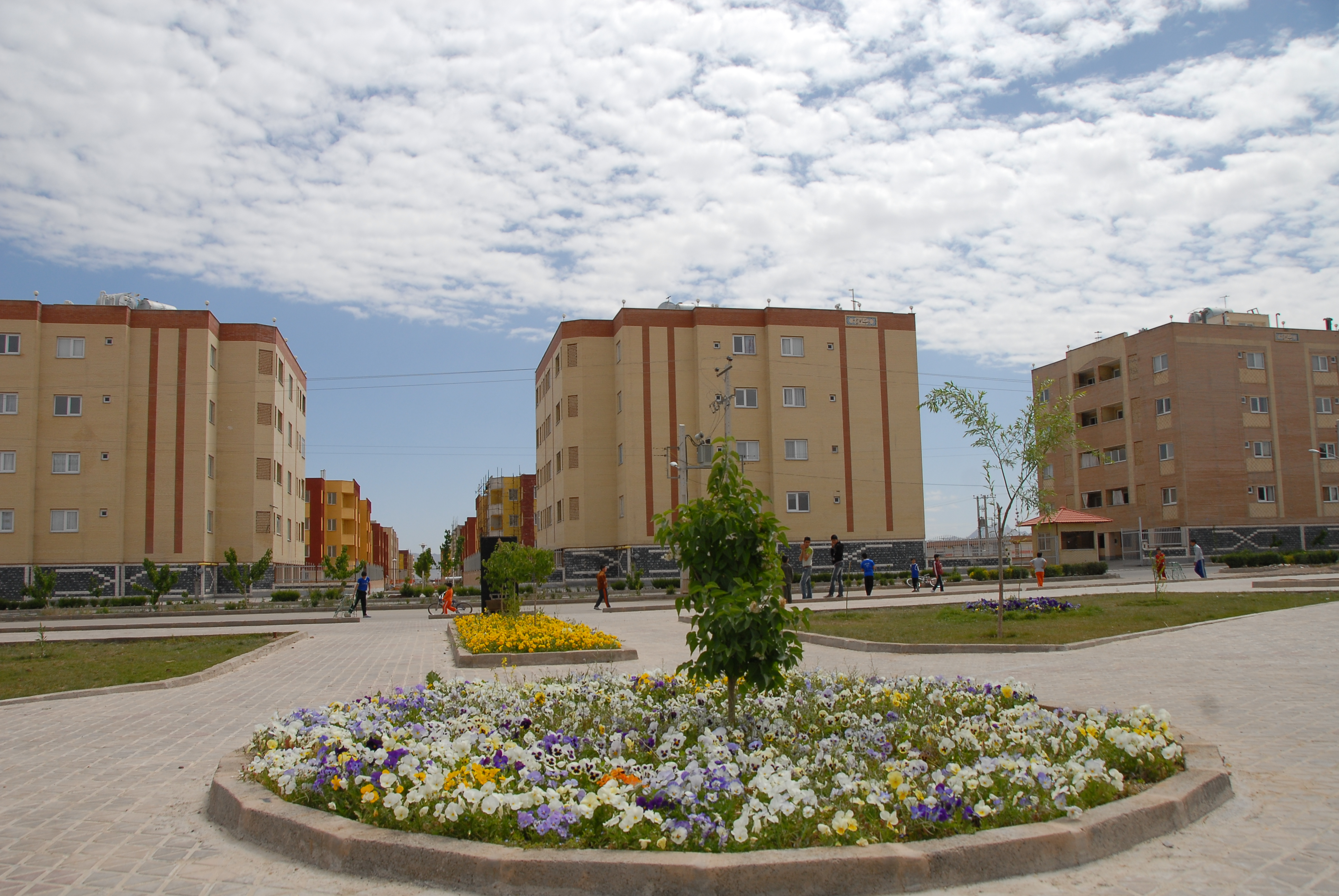
زندگی در مسکن مهر
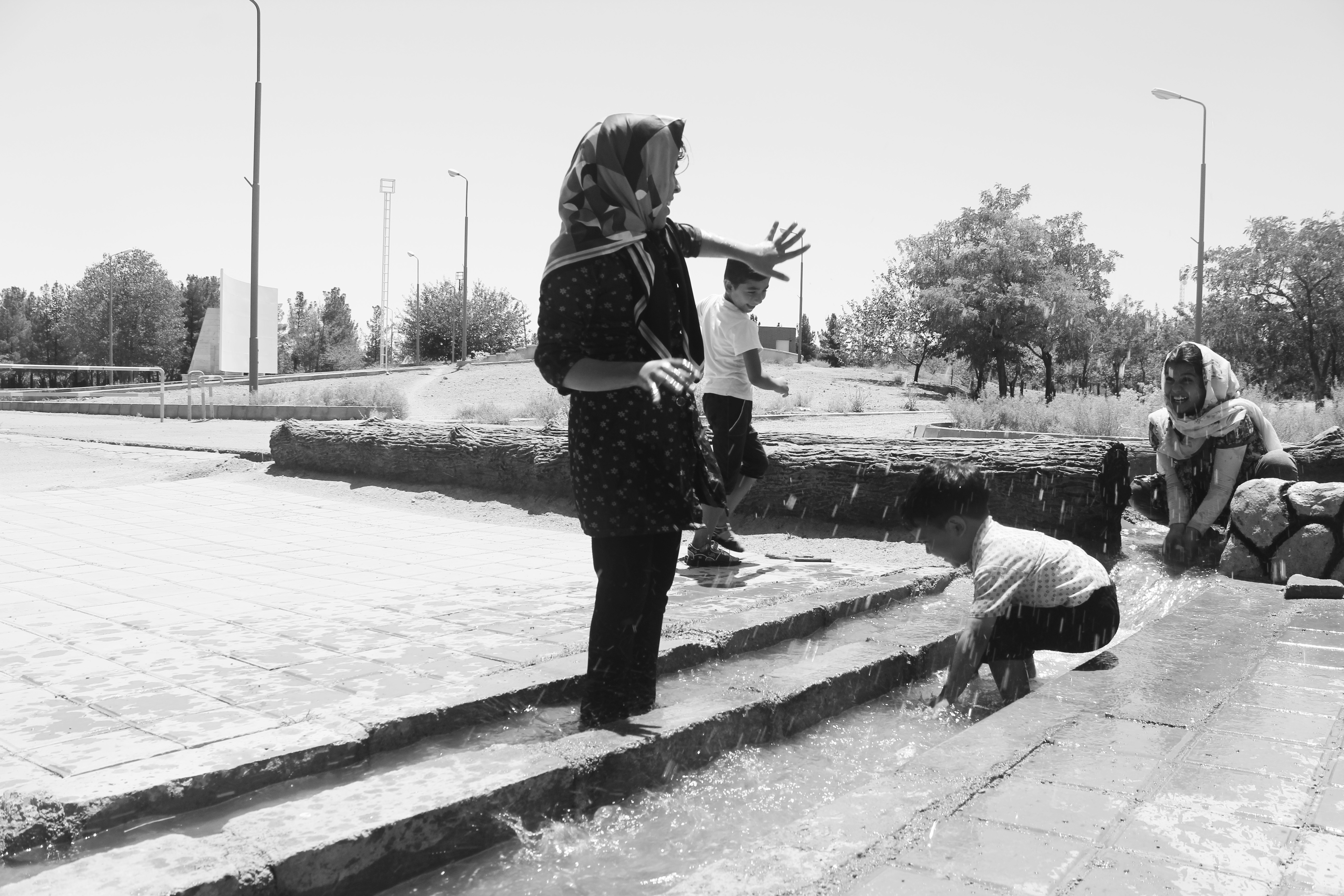
نشاط کودکان
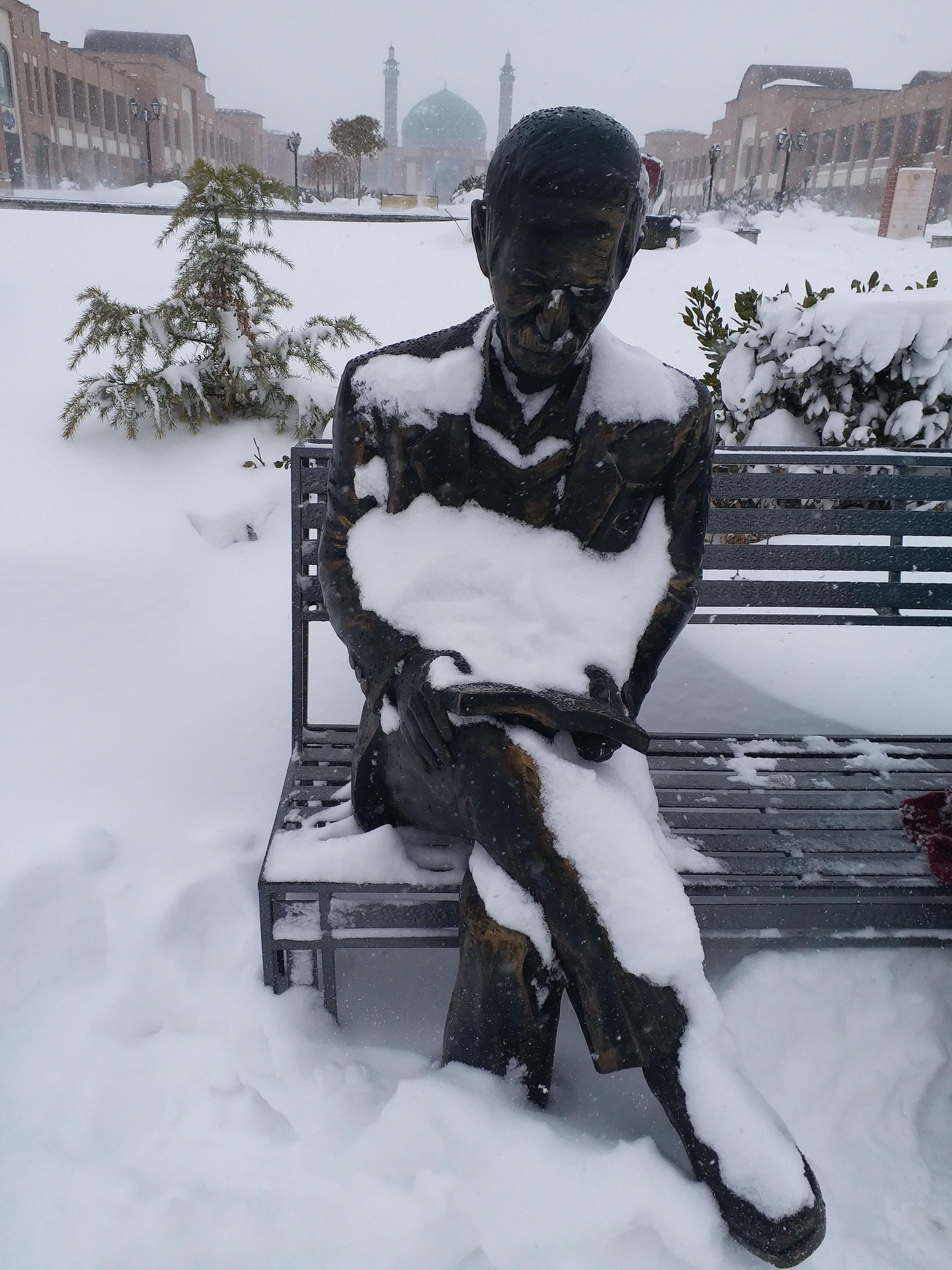
اندیشه برفی
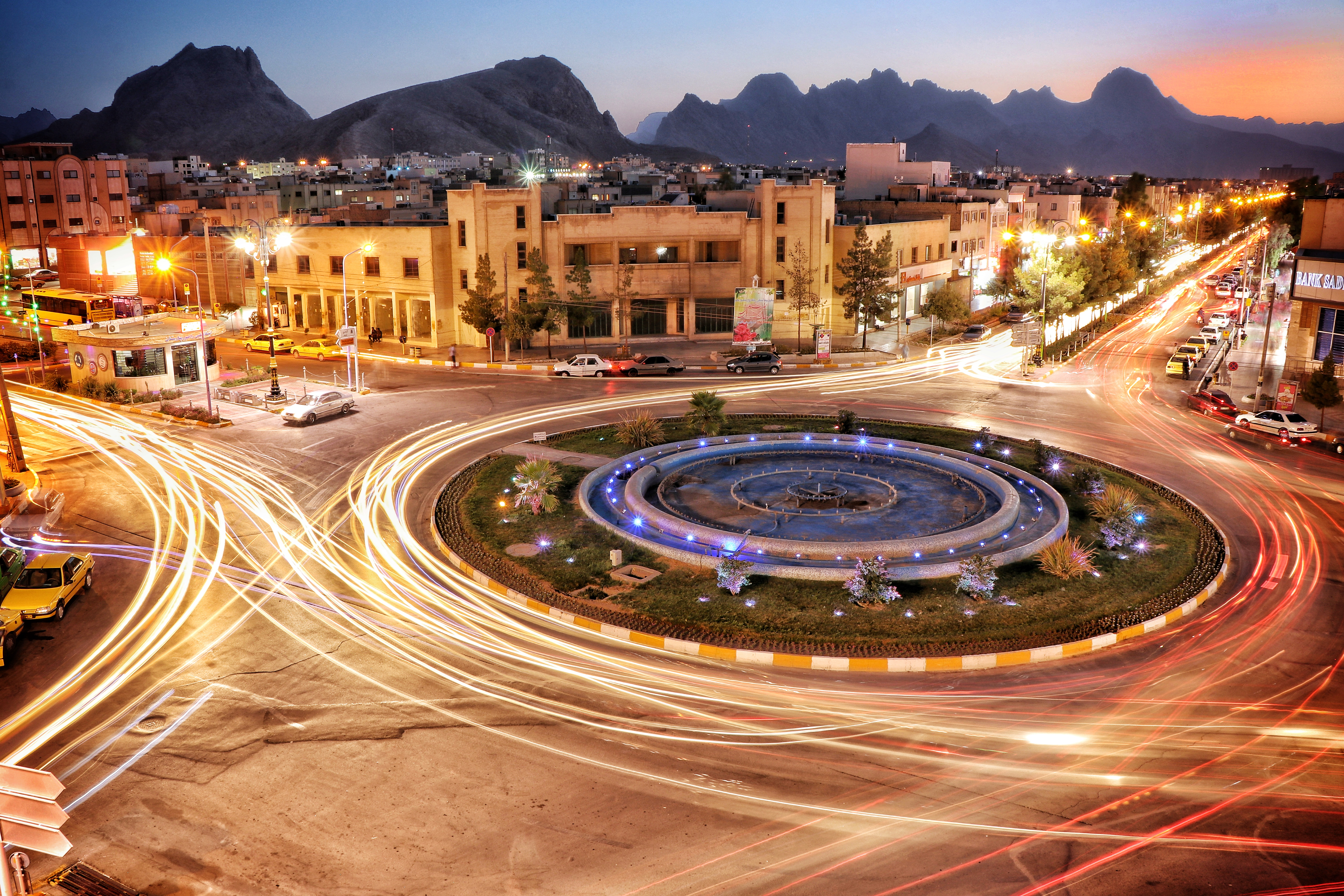
جریان در شب
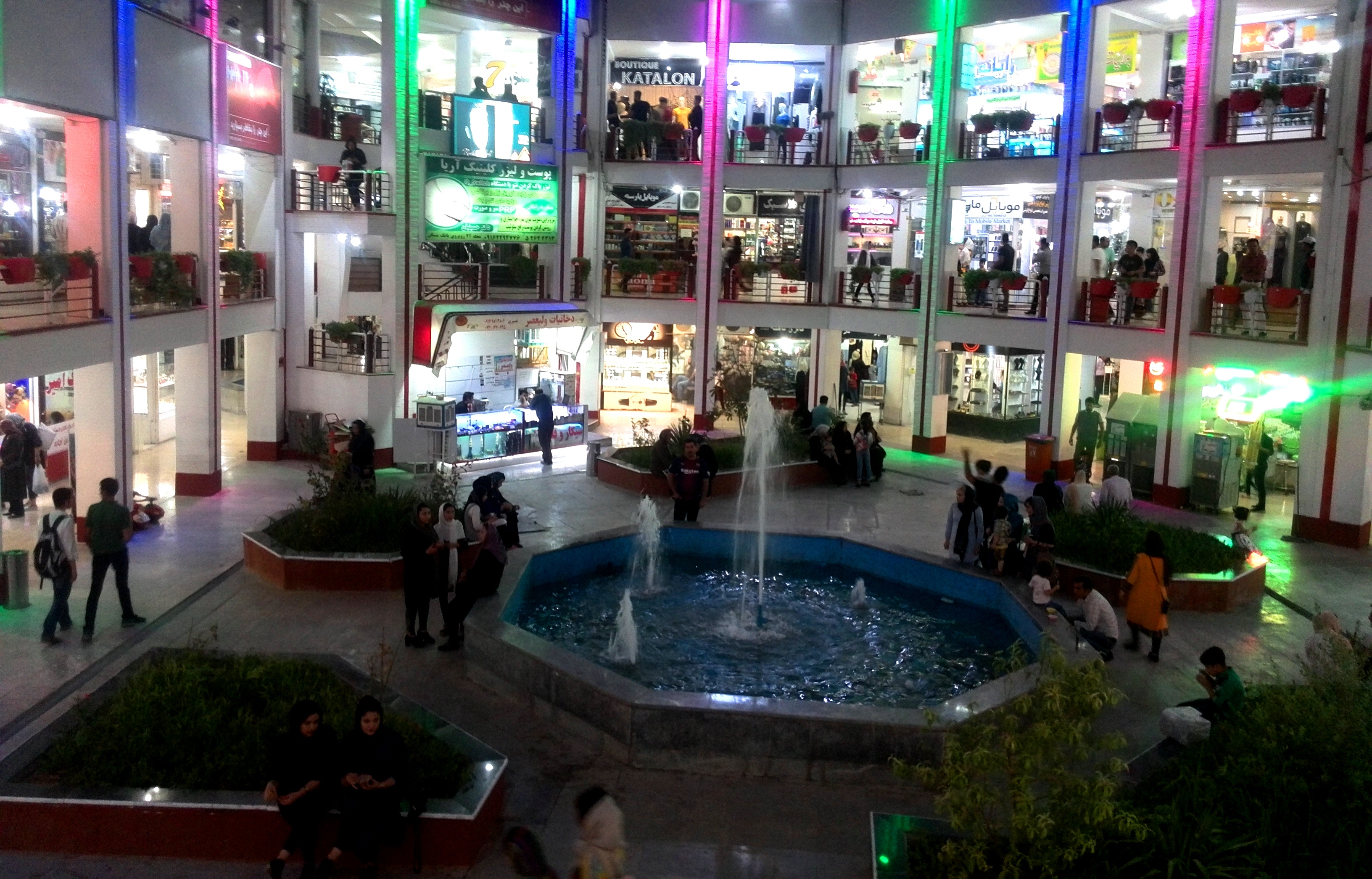
سرزندگی شبانه
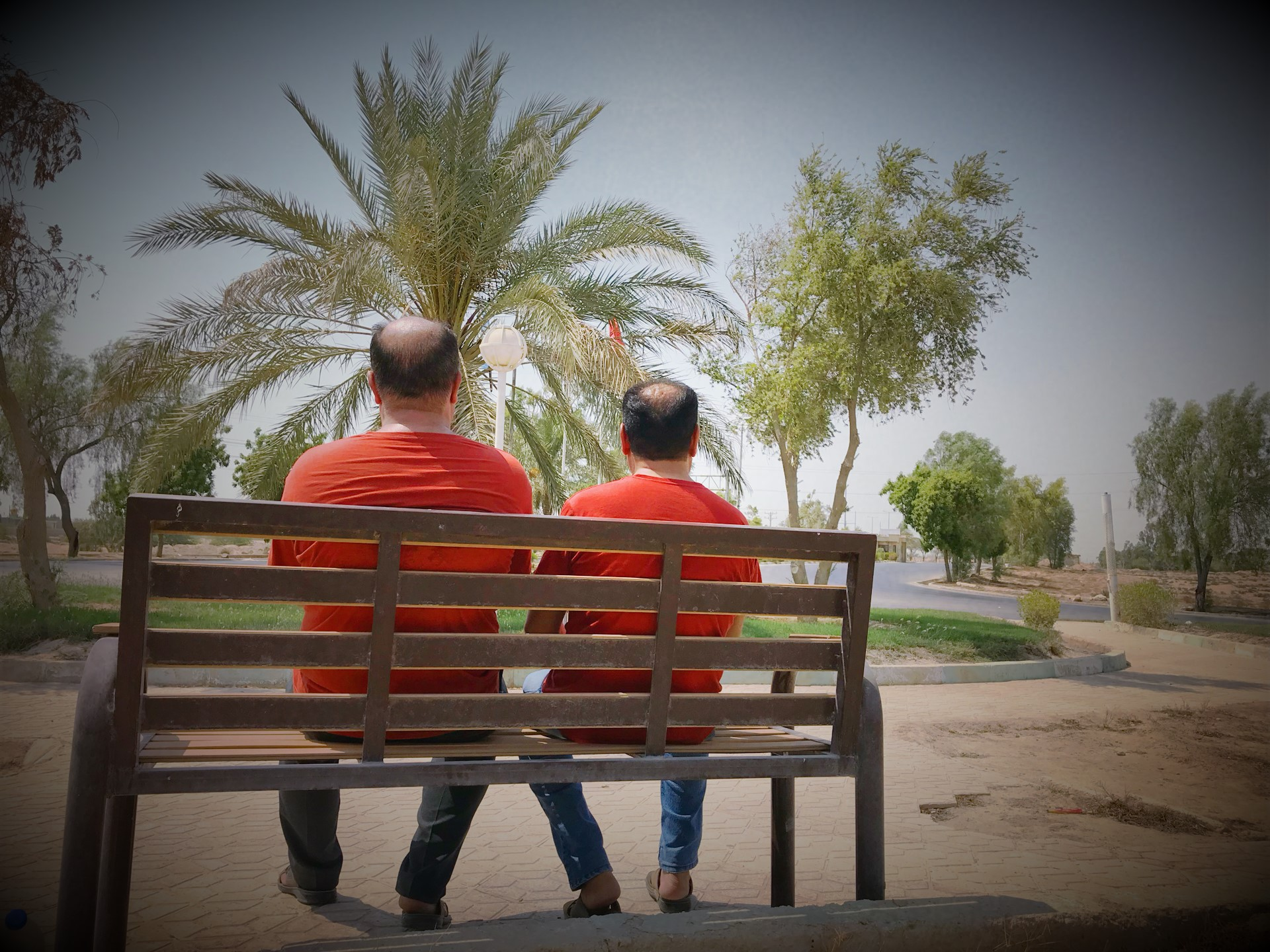
آرامش
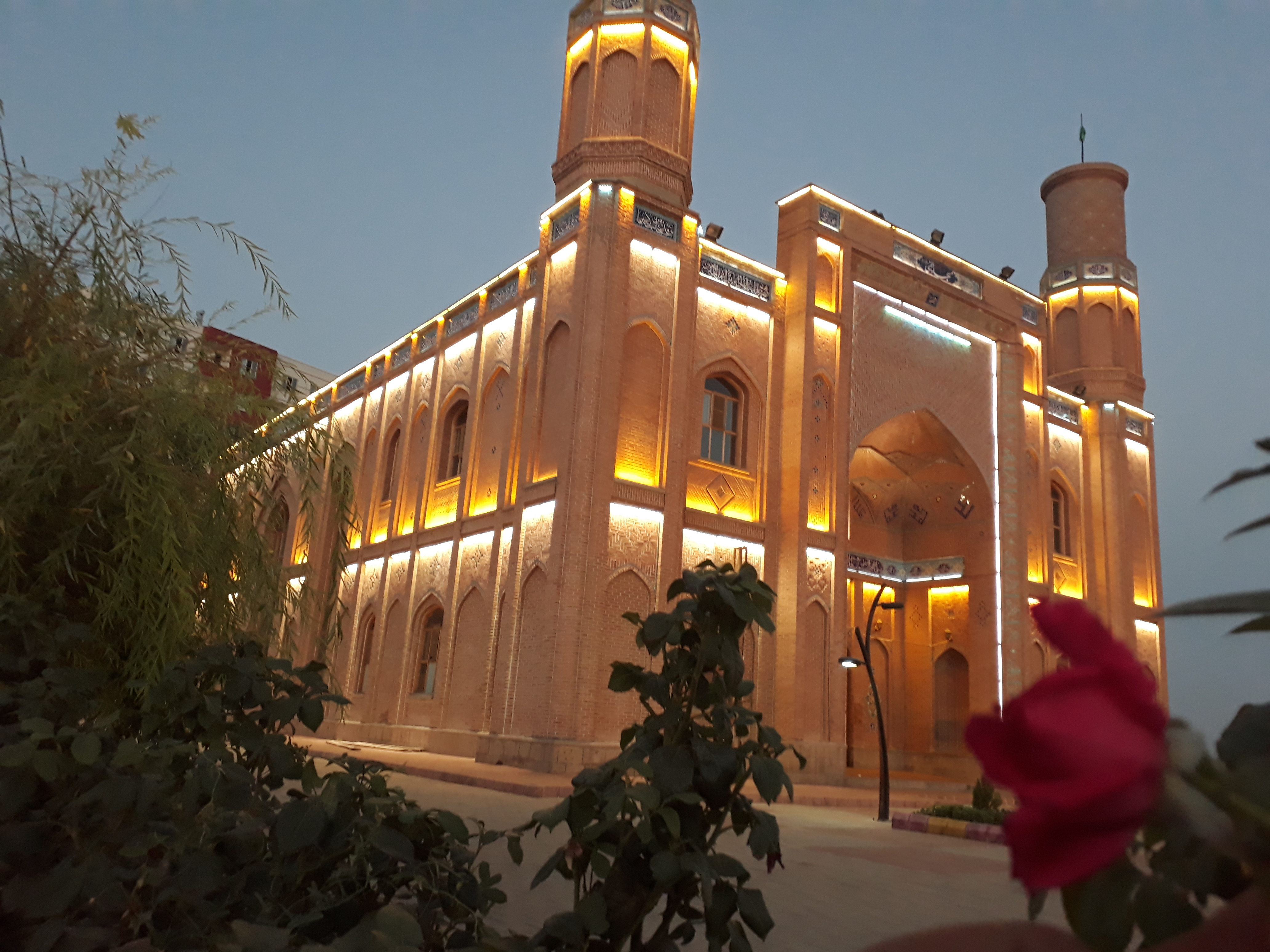
مسجد سهند
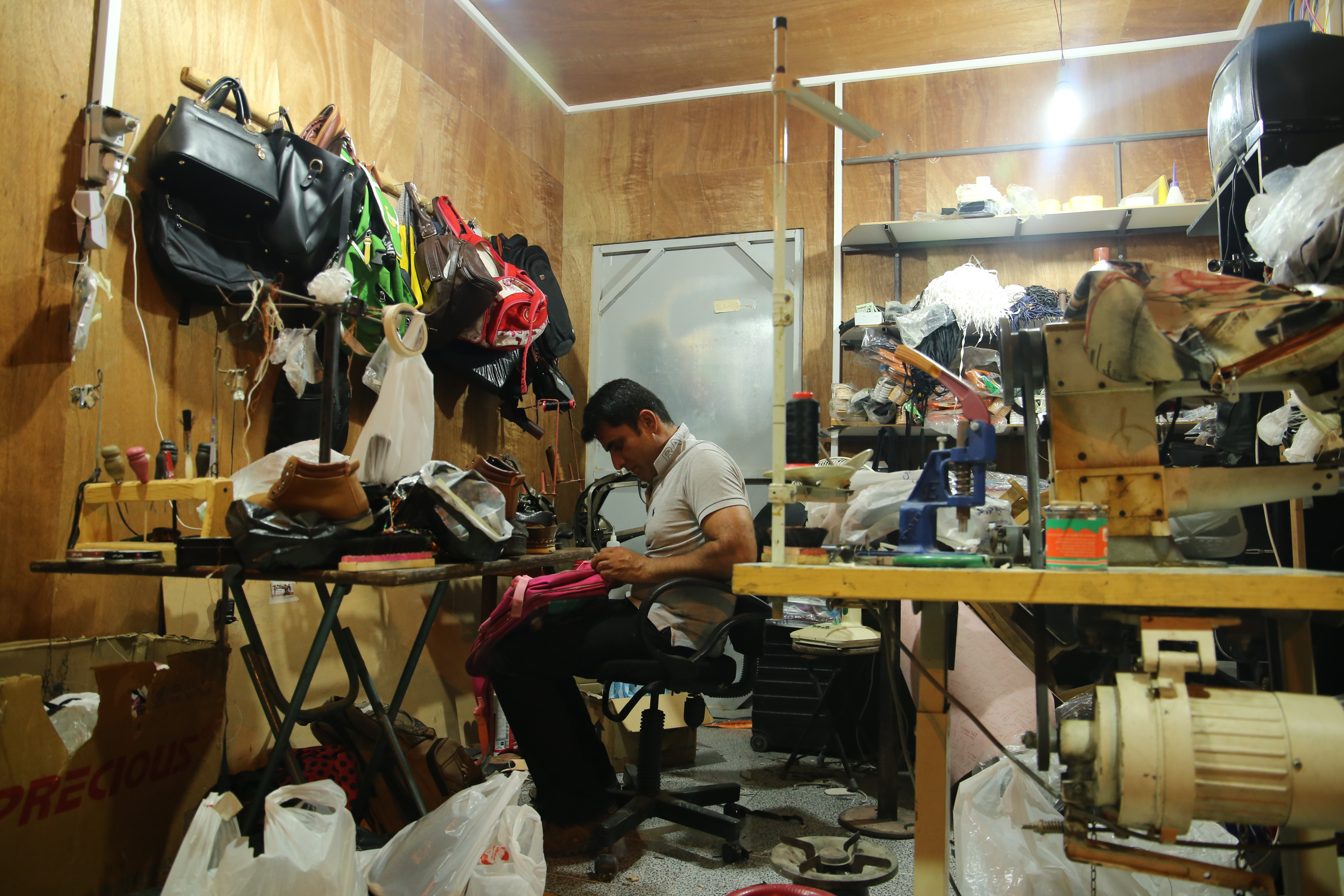
کسب و کار
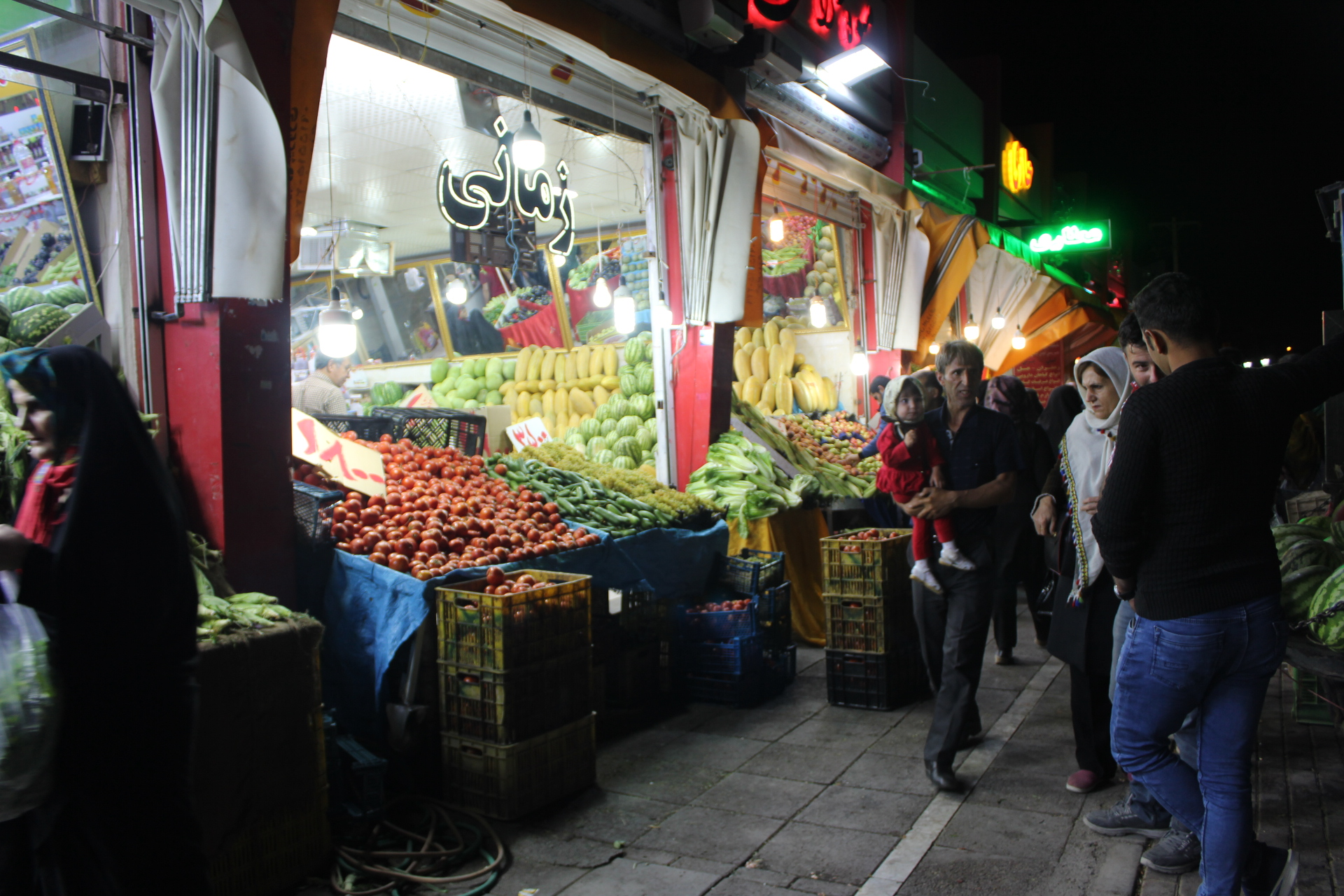
میوه و تره‌بار
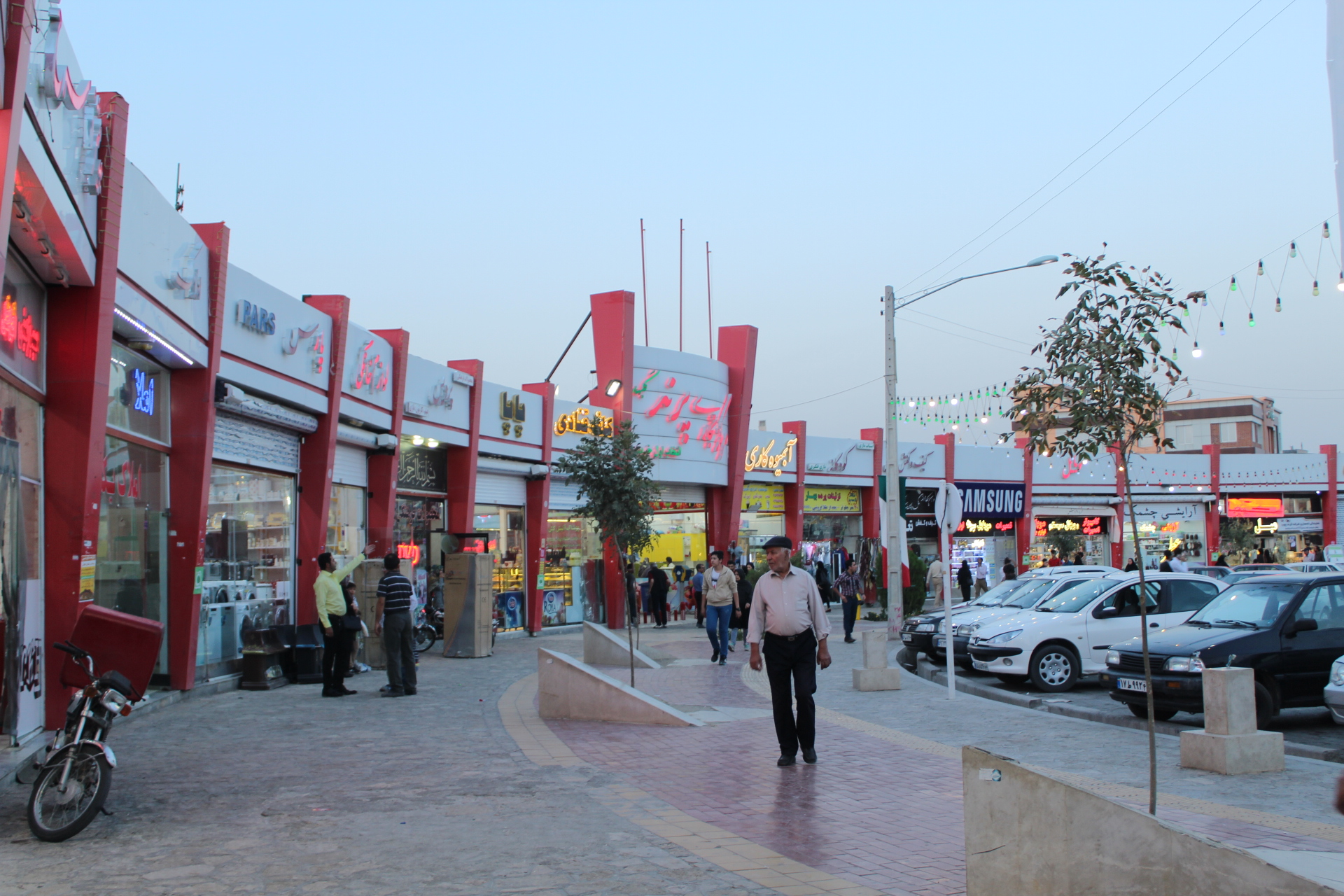
زنجیره تامین
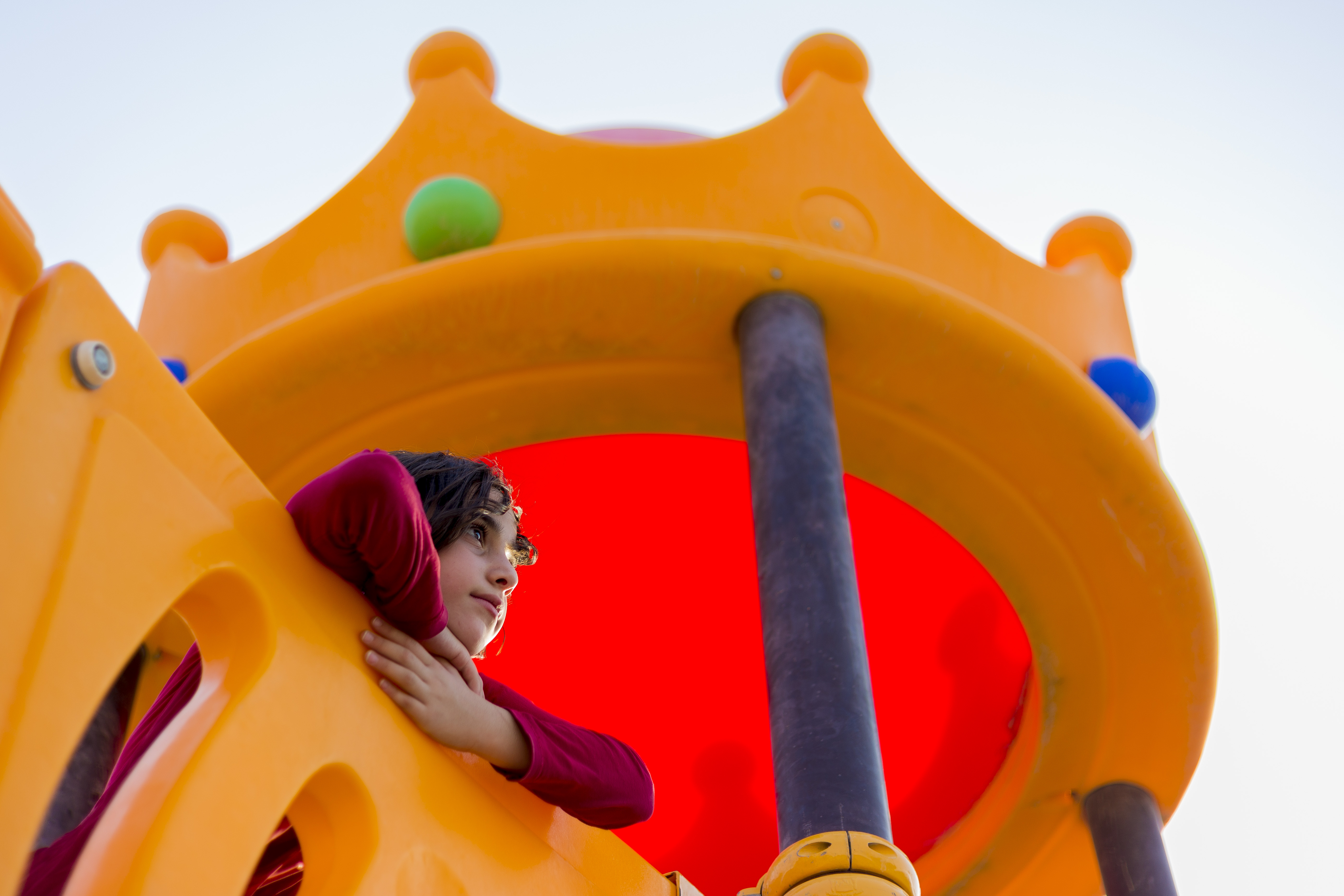
امید
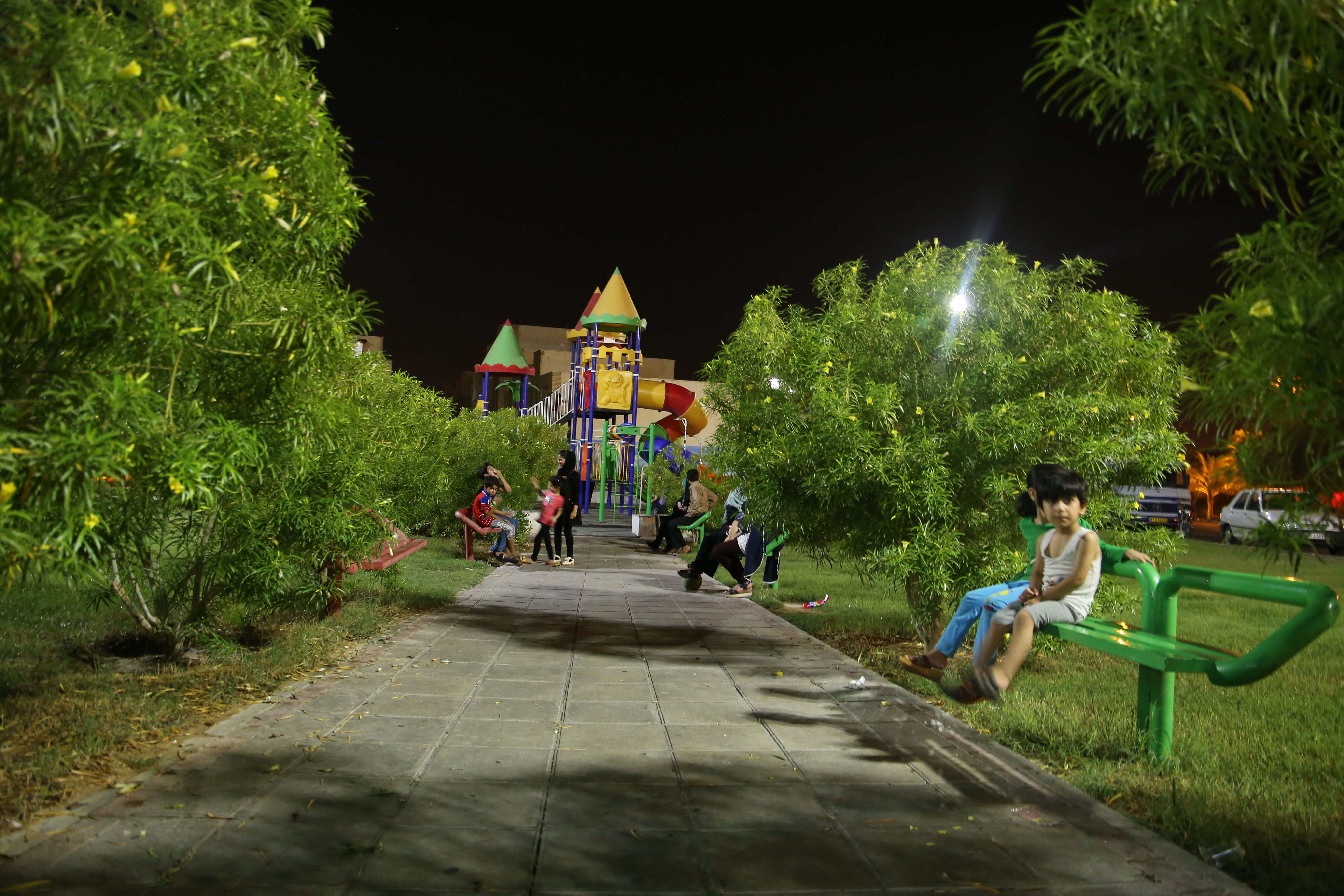
شب‌های عالیشهر
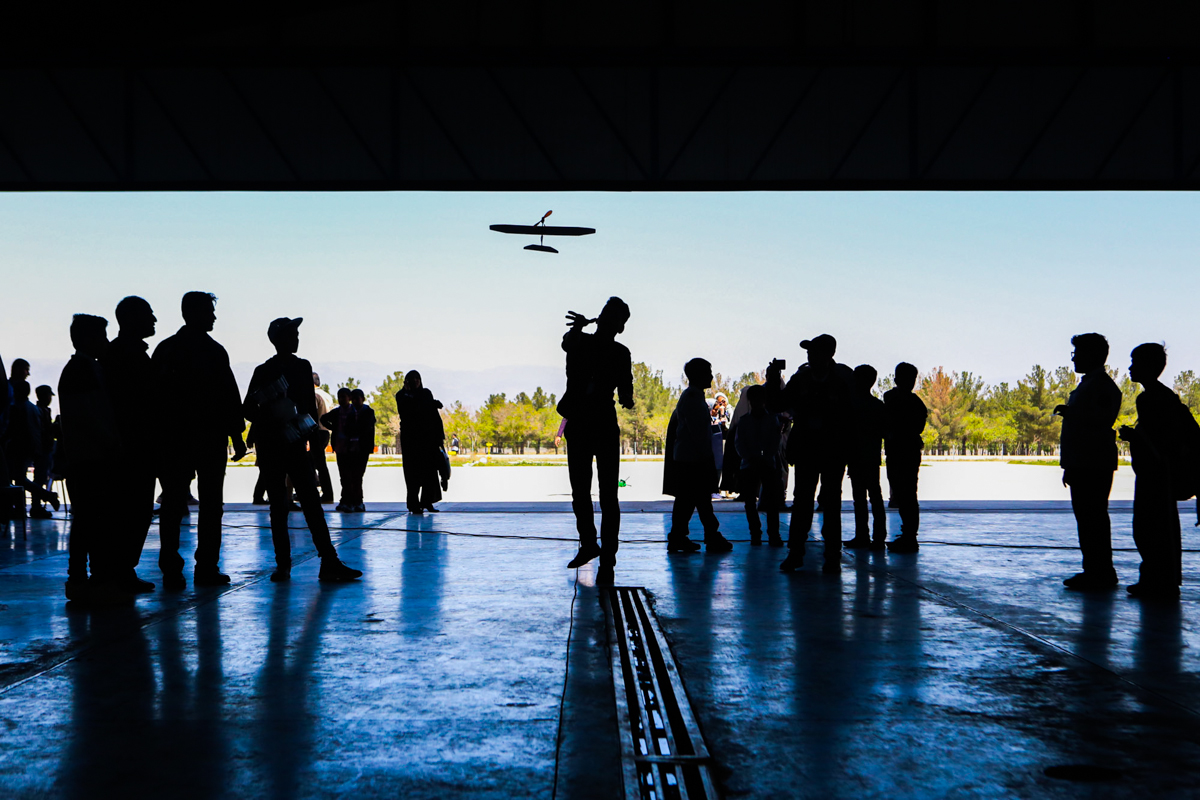
اوج

## نگارخانه

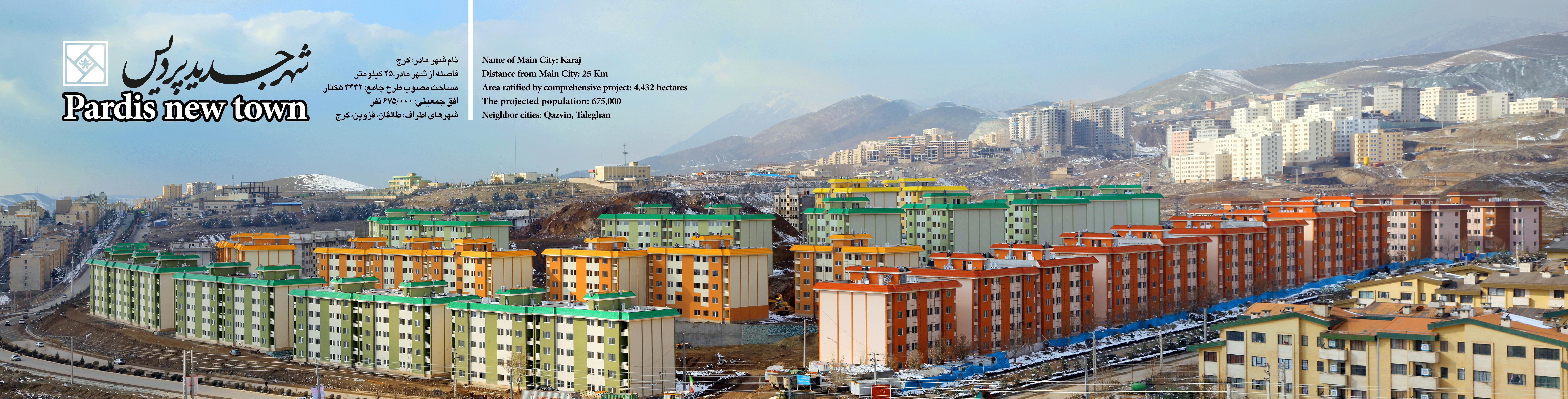
شهر جدید پردیس
شهر جدید پرند
شهر جدید اندیشه
شهر جدید مهاجران
شهر جدید مجلسی
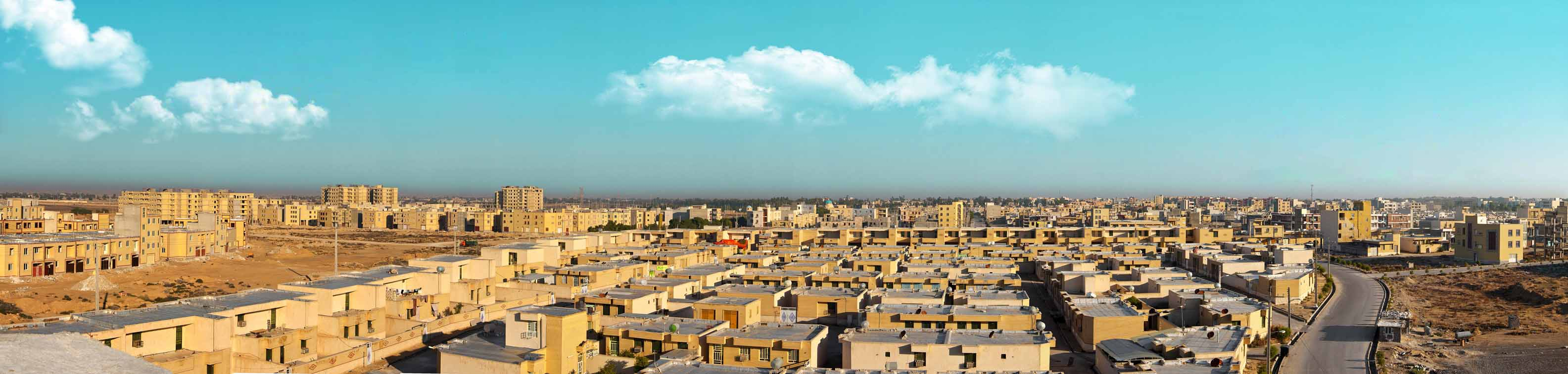
شهر جدید عالیشهر
شهر جدید سهند
شهر جدید صدرا
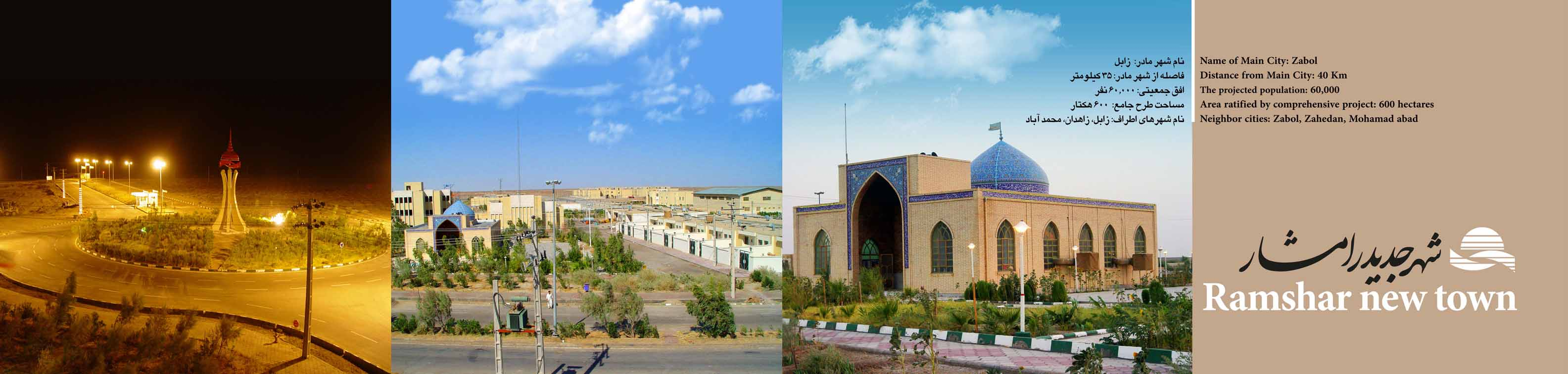
شهر جدید رامشار
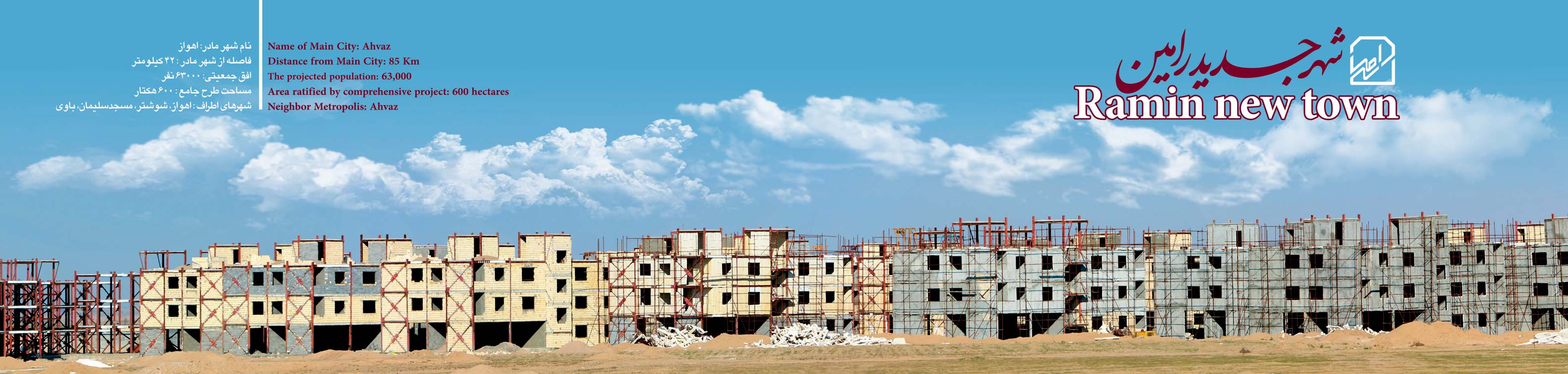
شهر جدید رامین
شهر جدید بینالود
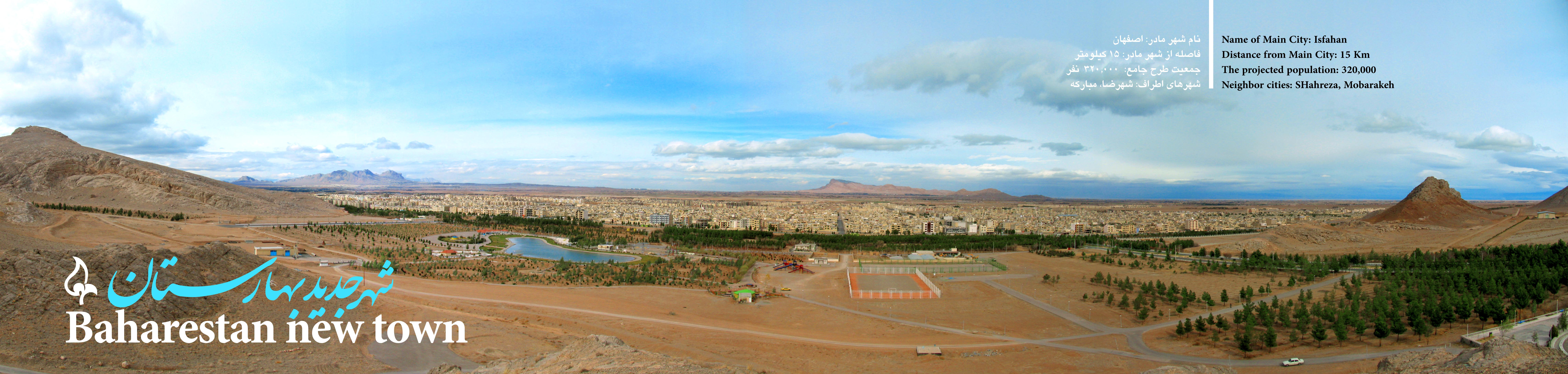
شهر جدید بهارستان
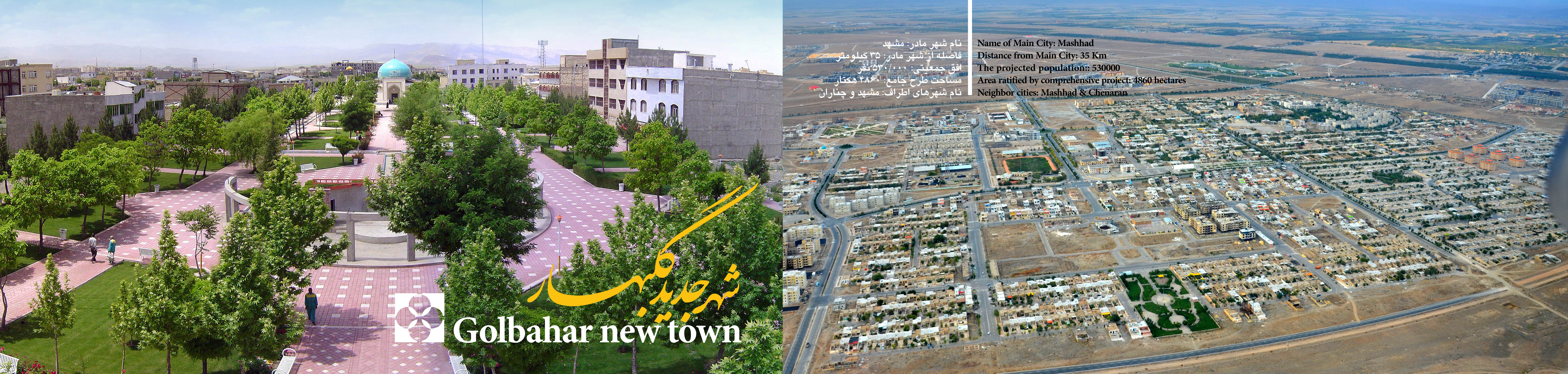
شهر جدید گلبهار
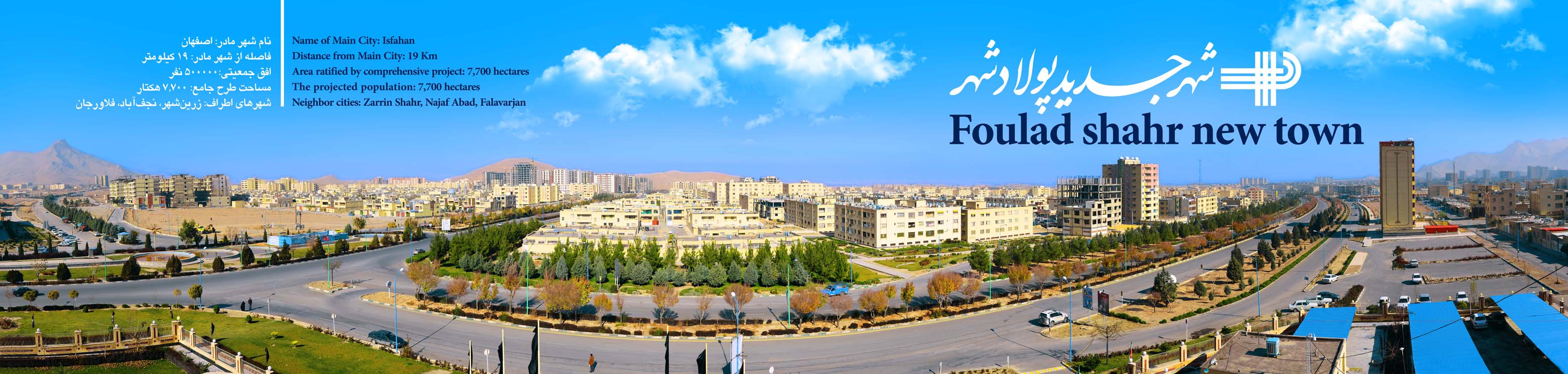
شهر جدید فولادشهر
شهر جدید هشتگرد